# Varsó-Chopin repülőtér
A Varsó-Chopin repülőtér (lengyelül: Lotnisko Chopina w Warszawie) (IATA: WAW; ICAO: EPWA) Varsó legnagyobb nemzetközi repülőtere. A Varsó Włochy kerületében található légikikötő Lengyelország legnagyobb és legforgalmasabb repülőtere, mely az ország légi közlekedésének közel 40%-át bonyolítja le. A Chopin repülőtéren naponta közel 300, menetrend szerinti járat fordul meg és növekvőben van a charterjáratok száma is. A legforgalmasabb londoni, frankfurti, párizsi, amszterdami és chicagói járatok mellett a krakkói, wrocławi és a gdański belföldi járatok a legnépszerűbbek. A Chopin repülőtér a legnagyobb lengyel légitársaság, a LOT mellett az Eurolot bázisrepülőtereként is szolgál.
Az 1934-ben megnyitott reptér neve Varsó–Okęcie repülőtér (Port lotniczy Warszawa-Okęcie) volt, ami a közeli Okęcie városrészre utalt. 2001-ben a repülőtér felvette a világszerte ismert lengyel zeneszerző, Frédéric Chopin nevét. A hivatalos névváltoztatás ellenére a köznyelvben az „Okęcie” (Lotnisko Okęcie)'' megnevezés maradt fent.
2010-ben a World Airport Awards-on varsói repülőteret Kelet-Európa harmadik legjobb repülőterének választották a moszkvai Domogyedovo és a budapesti Liszt Ferenc nemzetközi repülőterek után.
2013. november 25-én a repülőtér hivatalosan bejelentette, hogy fennállása óta először elérte az évi 10 millió feletti utaslétszámot.

## Általános adatok

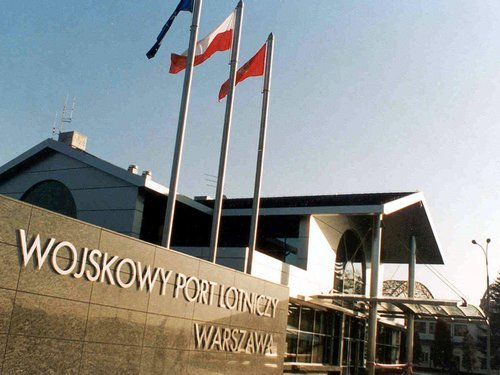
A katonai terminál bejárata

### Fekvése
A Chopin repülőtér Varsó központjától kb. 10 km-re délnyugatra, többnyire Włochy kerület Okęcie városrészében fekszik. A létesítmény egyes részei Paluch és Załuski városrészeket is érintik. A repteret keletről az S79-es, illetve a Petrolot olajipari vállalat telepe, délről és délnyugatról az S2-es gyorsforgalmi út, nyugatról a Krakkói út (Aleja Krakowska) határolja, északnyugati szomszédságában pedig a Légi Közlekedési Intézet (Instytut Lotnictwa) található. Északi és északkeleti irányból különböző légügyi intézmények és kereskedelmi egységek vannak, mint pl. a LOT épületei, vagy az egykori 36. Különleges Légi Szállítási Ezred (36 Specjalny Pułk Lotnictwa Transportowego) támaszpontja (1 Baza Lotnicza Armii Krajowej). A Lengyel Légierő gépeinek egy külön forgalmi előteret alakítottak ki.
A létesítmény teljes területe kb. 600 hektár.

### Vállalati adatok
A varsói repülőteret „Lengyel Repülőterek” Állami Tulajdonú Vállalat (PPL) működteti, amely a Zielona Góra-i repülőtér kezelője is. A vállalat vezetője Michał Marzec, aki egyben a varsói reptér igazgatója is. A PPL-nek további 10 lengyelországi repteret működtető vállalatban, illetve légi közlekedéssel kapcsolatos cégekben van részesedése. A cég 2012-ben 2358 főt foglalkoztatott a varsói reptéren, ami 230-cal több, mint az előző évben. 2012-ben 198 különböző cégnek kb. 9000 alkalmazottja dolgozott a repülőtér különböző részein.
2008 óta a varsói repülőtéren különböző tanfolyamokat is szerveznek, amelyeken az érdeklődők a repüléssel kapcsolatos különböző szakterületen szerezhetnek képesítést. A Repülőtéri Szolgáltatások Képzési Központ (Ośrodek Szkolenia Służb Lotniskowych; OSSL) korszerűen felszerelt oktatói helyiségeiben képzik többek között a reptéri biztonsági ellenőröket is.

#### Kultúra és sport
A repülőtér és üzemeltetője a kultúra támogatásában is részt vesz. A vállalat által szponzorált legfontosabb rendezvény a Chopin és az ő Európája nemzetközi zenei fesztivál, amely Varsó kulturális életének egyik meghatározó eseménye.
A 2010-es évet a Lengyel Országgyűlés Chopin emlékévvé nyilvánította, és ennek keretében számos, a zeneszerzőhöz kapcsolódó rendezvény zajlott az ország határain belül és kívül, melyek közül soknak a repülőtér is támogatója volt. Az emlékévre készült a Fryderyk 2010 című népszerűsítő dokumentumfilm, amely a 21. századi Lengyelországot mutatja be Chopin zenéjével a háttérben. Jerzy Szkamruk és Piotr Sławiński filmjében többek között a zeneszerzőről elnevezett repülőtér is látható. A filmet számos turisztikai filmfesztiválon vetítették, amelyeken díjakat is nyert (többek között a berlini Nemzetközi Turisztikai Börzén bronzéremmel díjazták).
A repülőteret működtető PPL egy-egy futsal és röplabda csapatot is fenntart, melyek keretei között az alkalmazottai sportolhatnak. Előbbi sportágban a lengyel repülőterek csapatainak kiírt bajnokságot is megrendezik, aminek állandó résztvevője a varsói csapat. A röplabdázókat egy egykori válogatott, Witold Roman edzi. Ez a csapat egy vállalati alakulatoknak megrendezett bajnokságban szerepel, melynek első kiírásában aranyérmes lett.

## Története

### A kezdetektől a második világháború végéig (1934-1945)

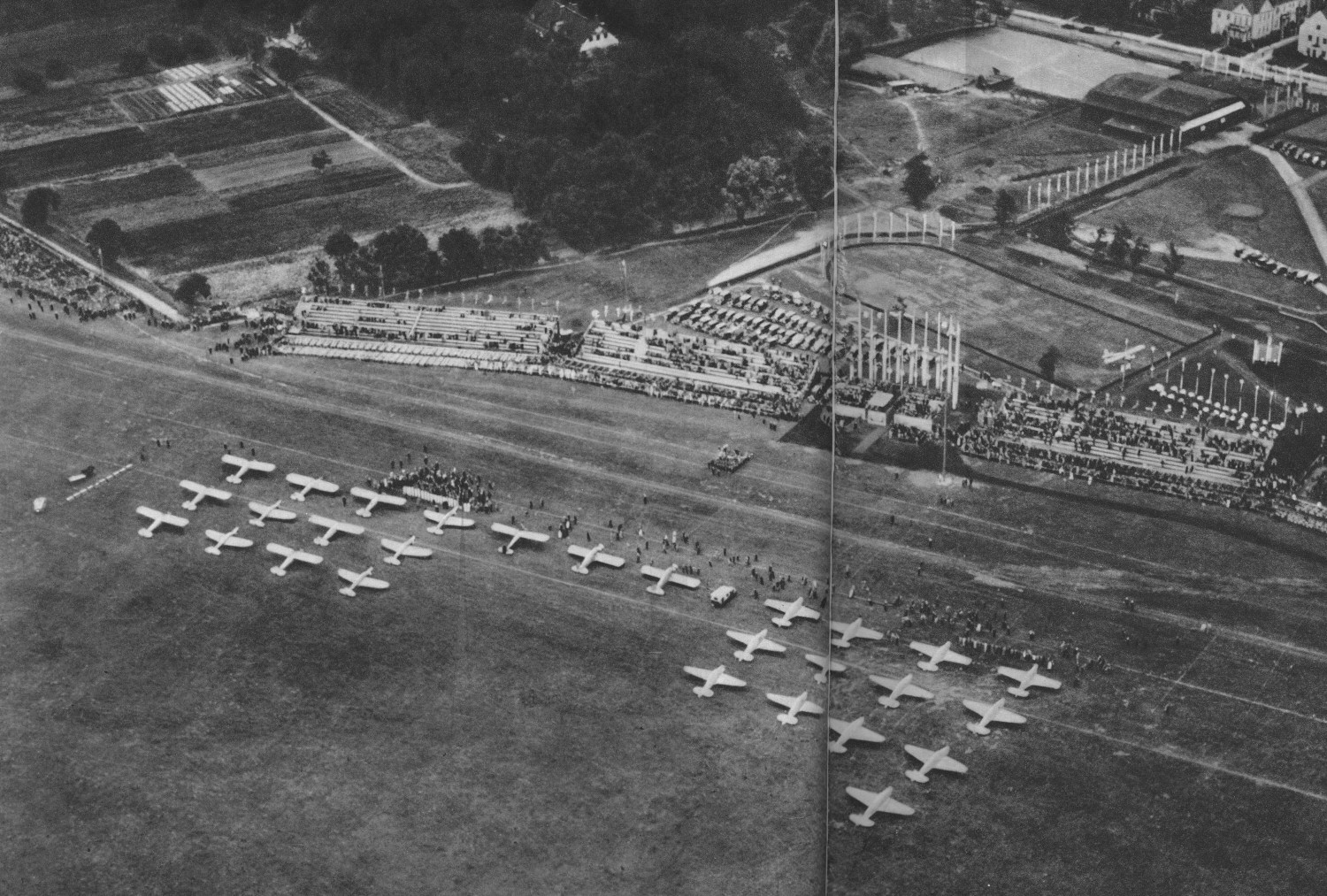
A mokotów-mezei reptér 1934-ben

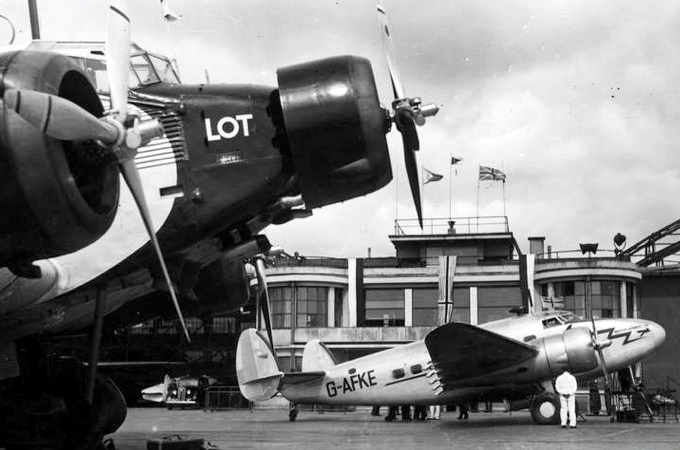
A British Airways Varsó és London közötti első járat gépe a LOT Junkers Ju 52-es repülője mellett várakozik (1939 április)

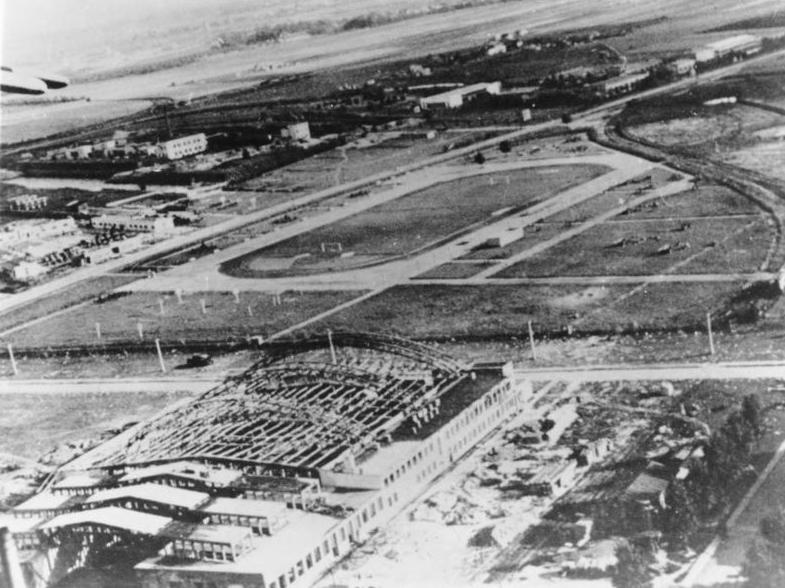
Az elpusztított Állami Repülőgépgyárak látképe 1939-ben

Az első világháború előtti repülős tevékenységek Varsóban a Mokotów-mezőn (lengyelül:Pole Mokotowskie) zajlottak, amely a belvárostól mintegy 3 kilométerre terült el. Az 1929-ben megalakult LOT lengyel légitársaság számára azonban nem Varsó számított a legfontosabb légi kikötőnek, hanem Katowice. A Pole Mokotowskie repülőtérről Gdańsk, Katowice, Lviv és Poznań irányába (illetve vissza) indultak repülőgépek, nemzetközi járat pedig csak a vilniusi tesztjárat volt. Ezzel szemben Katowicéből Bécsbe és Brnóba is el lehetett jutni légi úton. Azonban a létesítmény nem volt képes megfelelő feltételek között ellátni feladatait, mivel túl közel volt a lakott területekhez. Ezért 1924-ben, amikor a Varsó környéki városfejlődés is fellendült, a Vasútügyi Minisztérium elhatározta másik repülőtér megépítését. A terv megvalósításához négy varsói helyszín került szóba: Bemowo, Bielany, Gocław és Okęcie. Végül az utóbbira esett a választás, ahol a minisztérium területet vásárolt, és egy új reptér építésébe kezdett. Az új létesítmény megnyitására 1934. április 29-én, Ignacy Mościcki köztársasági elnök jelenlétében került sor. Az Okęcie-i repülőtér attól kezdve minden légügyi tevékenységet átvett a korábbi mokotówi reptértől. A kor követelményeinek megfelelően felszerelt légi kikötő három kifutópályával rendelkezett, amelyek háromszögszerűen helyezkedtek el. Az egyik kifutó mellett volt a repülőtér főépülete, melyben váróterem, jegyiroda, vámhivatal, távírda, postahivatal, rendőrállomás és egy trafik is az utasok rendelkezésére állt. Ezek mellett a létesítmény három hangárt, kiállítótermet, csarnokokat és betonból készült gurulópályát is magába foglalt. A kifutópályát ekkor még csak füves sávok alkották. Az 1933-ban befejezett, modernista stílusban épült repülőtéri főépület 10 millió złotyba került az államnak. Működésének első évében kb. 10 000 utas érintette a repteret.
A polgári repüléshez kapcsolódó részek elkészültével megkezdődött a repülőtér katonai célokra való felhasználása is, ugyanis hamarosan elkészült a Lengyel Légierő helyi bázisa, majd a Varsói Repülésügyi Intézet (lengyelül: Instytut Lotnictwa), az Állami Repülőgépgyárak és egyéb, repüléshez kapcsolódó létesítmények jöttek létre. Az utasszám és a gépmozgás növekedésével a hatóságoknak egy légi közlekedési rendszert kellett kidolgozniuk, ezért az állam több légi folyosót is kijelölt a légitársaságok számára, illetve rádióállomásokat létesítettek, amelyek a forgalmat irányították. 1937-ben korszerű rádiónavigációs-, illetve fénynavigációs-rendszerrel gazdagodott a létesítmény, amelyek a biztonságosabb landolásban segítették a gépeket. 1938-ra a nemzetközi járatokkal érkező és induló utasok számára 16 bevándorlási ellenőrzőpontot hoztak létre, amit később a Lengyel Határőrség üzemeltetett. A második világháború előtti években a repülőtérről menetrend szerinti járatok indultak 6 belföldi és 17 külföldi helyszínre. Utóbbiak közé tartozott Tel-Aviv és Bejrút, illetve egy amerikai járat beindítása is tervbe volt véve.
1938. július 1-jén indult el a Budapest és Varsó közötti első hivatalos repülőjárat, amit a LOT és a Malert közösen üzemeltetett. A Junkers Ju-52 típusú repülőgépekkel induló járat hamar népszerű lett, ezért 1938 szeptemberében újabb járat indult a LOT üzemeltetésében a Varsó-Krakkó-Budapest útvonalon. Egy évvel később beindult a LOT Varsó-Budapest-Belgrád, valamint a Budapest-Velence-Róma járata is, melyek háború kirobbanásáig üzemeltek.
A második világháború alatt az Okęcie-i reptér gyakran a német hadsereg és a lengyel ellenállás összecsapásának színtere volt, ezért a háború végére a létesítmény majdnem teljes egészében megsemmisült. A reptér már a háború kezdetétől kiemelt célpontja volt a Luftwaffe légitámadásainak. Miután a németek elfoglalták Varsót, a repülőtéren két repülős iskola és egy Junkers-szerelőműhely kezdte el működését. Ebben az időszakban készült el az első betonból öntött kifutópálya és az első gurulóút is. Ezek a számos lengyel és szovjet támadás ellenére a háború utolsó napjaiig sértetlenek maradtak, azonban visszavonulásukkor a németek használhatatlanná tették az épületeket és futópályákat is, hogy azt az előrenyomuló szovjet és a lengyel hadsereg ne tudja használni.

### Az államszocializmus időszaka (1945–1989)

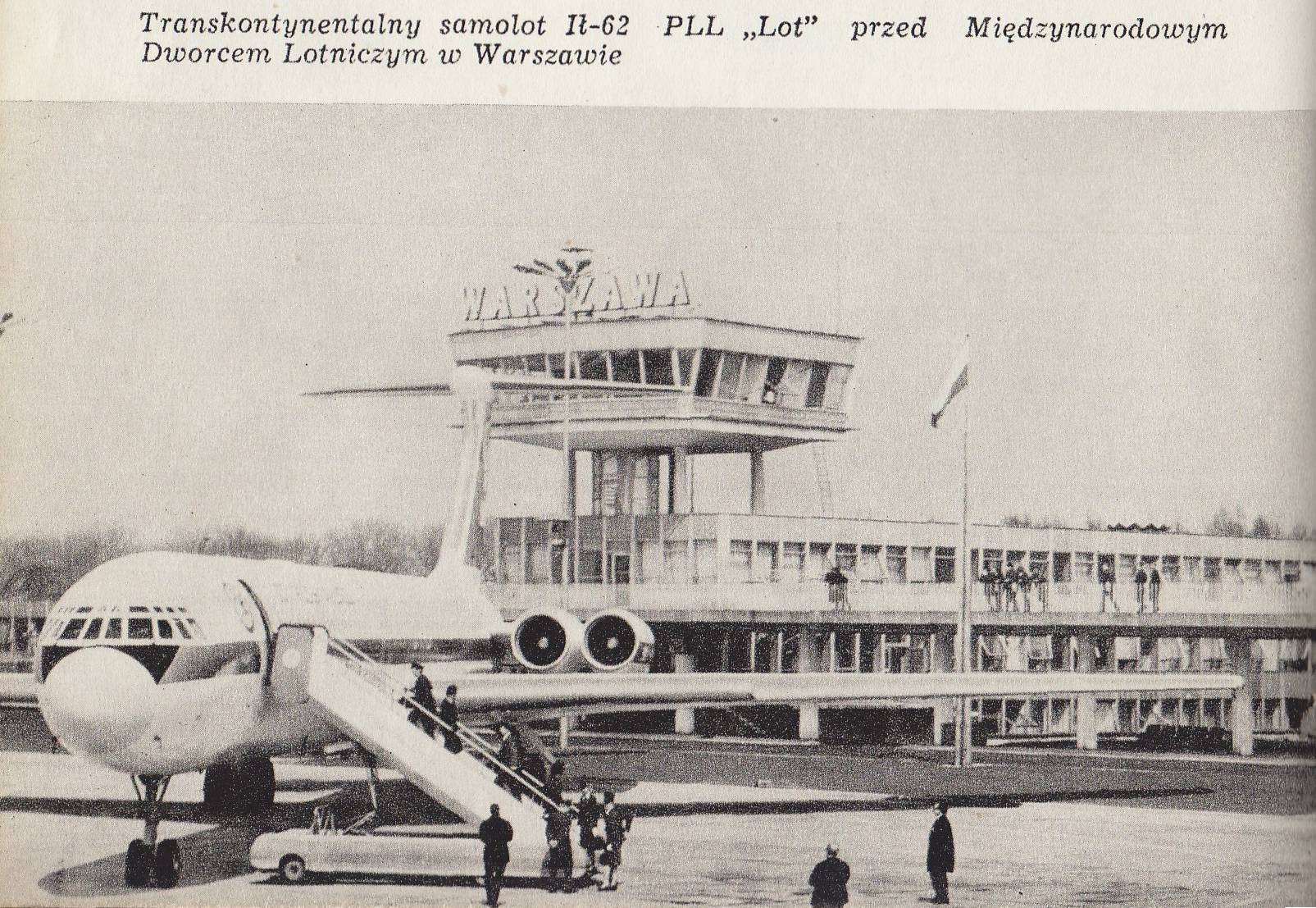
Egy Iljusin 62-es a reptéren (1974)

A háború után a LOT újra megkezdte működését a reptér épen megmaradt részein. A légitársaság volt az újjáépítések fő kezdeményezője, és tevékenységének köszönhetően két éven belül egy új terminállal, egy irányítótoronnyal és új repülőgép-állásokkal bővült a létesítmény.
Az 1940-es évek végére a repülőtér újra összekapcsolódott az ország nagyobb városaival, és számos nemzetközi járat is megkezdte működését. Az első belföldi 1945. április 1-jén, az első nemzetközi járat pedig május 11-én indult be. Így többek között Belgrádba, Berlinbe, Brüsszelbe, Bukarestbe, Koppenhágába, Prágába és Stockholmba is el lehetett jutni. A budapesti járatot 1947 októberében indították újra. Ezt a LOT és a Malév, az utóbbi megszűnéséig közösen üzemeltetette. Az 1950-es évek első felében folytatódtak a fejlesztések, a légügyi hatóságok pedig több külföldi légitársasággal is tárgyalásokat folytattak varsói járataik beindításáról. 1956-ban a repülőtér irányítása a LOT-tól átkerült az állam kezébe. 1959-ben a kormány elhatározta, hogy újjáépítteti a fő terminált, amire azonban csak 1964 után került sor. A többi lengyel repülőtérhez hasonlóan a varsói irányítása is az új polgári repülési hatóság feladata lett, amely emellett a légi folyosók, a légi útvonalak, a földi infrastruktúra és a más államokkal kötött légügyi egyezmények felügyelője is volt.
1961-ben a létesítmény vezetése egy új irányítórendszert helyezett üzembe és a repülőtér kibővítésébe kezdett. Az újonnan létesítendő terminál győztes tervét Jan és Krystyna Dobrowolski készítette, melyben modern, nyugati repülőtereken is alkalmazott építészeti eljárásokat vonultattak fel. A tervezett „Nemzetközi Repülőtéri Pályaudvar” (lengyelül: Międzynarodowy Dworzec Lotniczy) befogadóképességét évi 1 millió utasra tervezték. 1962-ben előbb a tervezési és előkészítő munkálatok, majd 1964-ben a tényleges építkezés is elkezdődött. Ugyanekkor készült el a reptérrel átellenben a Légi közlekedési Irányítóközpont (lengyelül: Centrum Kontroli Ruchu Lotniczego) és a hozzá tartozó irányítótorony is. Ezek mellett új radart, navigációs- és világítórendszert is üzembe helyeztek, illetve az 1-es és 3-as kifutót is felújították.

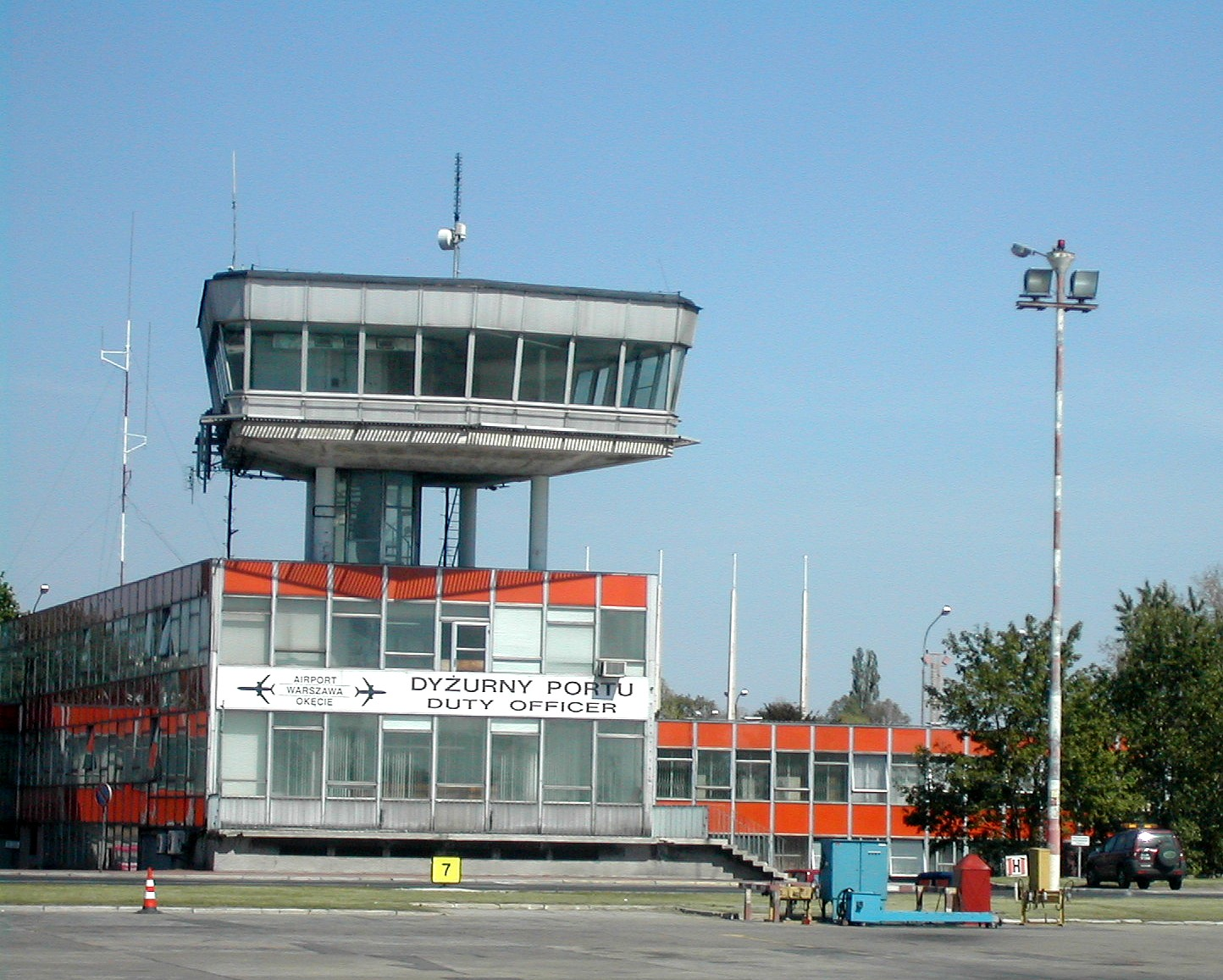
Az 1960-as években épült és azóta lebontott irányítótorony (2003-as felvétel)

1969-ben hivatalosan is megkezdte működését az új utasterminál, majd egy évre rá az első évi egymilliós utasszámot is feljegyezhették. Azonban hamarosan kiderült, hogy az új terminál befogadóképessége túl szűkösnek bizonyult. A felmerült probléma megoldásaként a repülőtér adminisztratív részlegének egy részét a terminál déli részébe, ideiglenes épületekbe és az 1934-es, a Stycznia utcában található első főépületbe költöztették. Ezt követően egy új, különálló érkezési csarnokot létesítettek, míg a belföldi járatokat a háború előtti területén épült létesítményekből üzemeltették. 1979-ben megnyitotta kapuit az úgynevezett „Finn csarnok” (lengyelül: Hala fińską), amely az érkező járatokat szolgálta ki. Az 1-es és 3-as kifutók felújítása mellett a 2-es kifutót átalakították gurulópályává. Utóbbira azért volt szükség, mert több jelentős varsói épülettel, mint pl. a Kultúra és Tudomány Palotájával és az egykori varsói rádiótoronnyal is egy vonalban helyezkedett el, ami repülésbiztonsági problémát jelentett.
Az 1980-as évek elején végbement politikai események miatt előbb csökkent, majd 1983-ra újra felívelt a reptér forgalma, különösen a nemzetközi járatok száma. Azonban a meglévő infrastruktúra nem volt alkalmas a korabeli nagy forgalom kiszolgálására, ezért a kormány 1986 novemberében elhatározta a repülőtér kibővítését. A 80-as évek végre jellemző gazdasági reformban átalakult az állami légügyi igazgatóság, és helyette 1987-ben létrejött a „Lengyel Repülőterek” Állami Tulajdonú Vállalat (lengyelül: Przedsiębiorstwo Państwowe „Porty Lotnicze”; PPL), amely a szállításügyi miniszternek alárendelt, önállóan működő és önfenntartó intézmény lett. A PPL azóta is a varsói repülőtér működtetője, ahol székhelye is található.

### A posztkommunista időszak

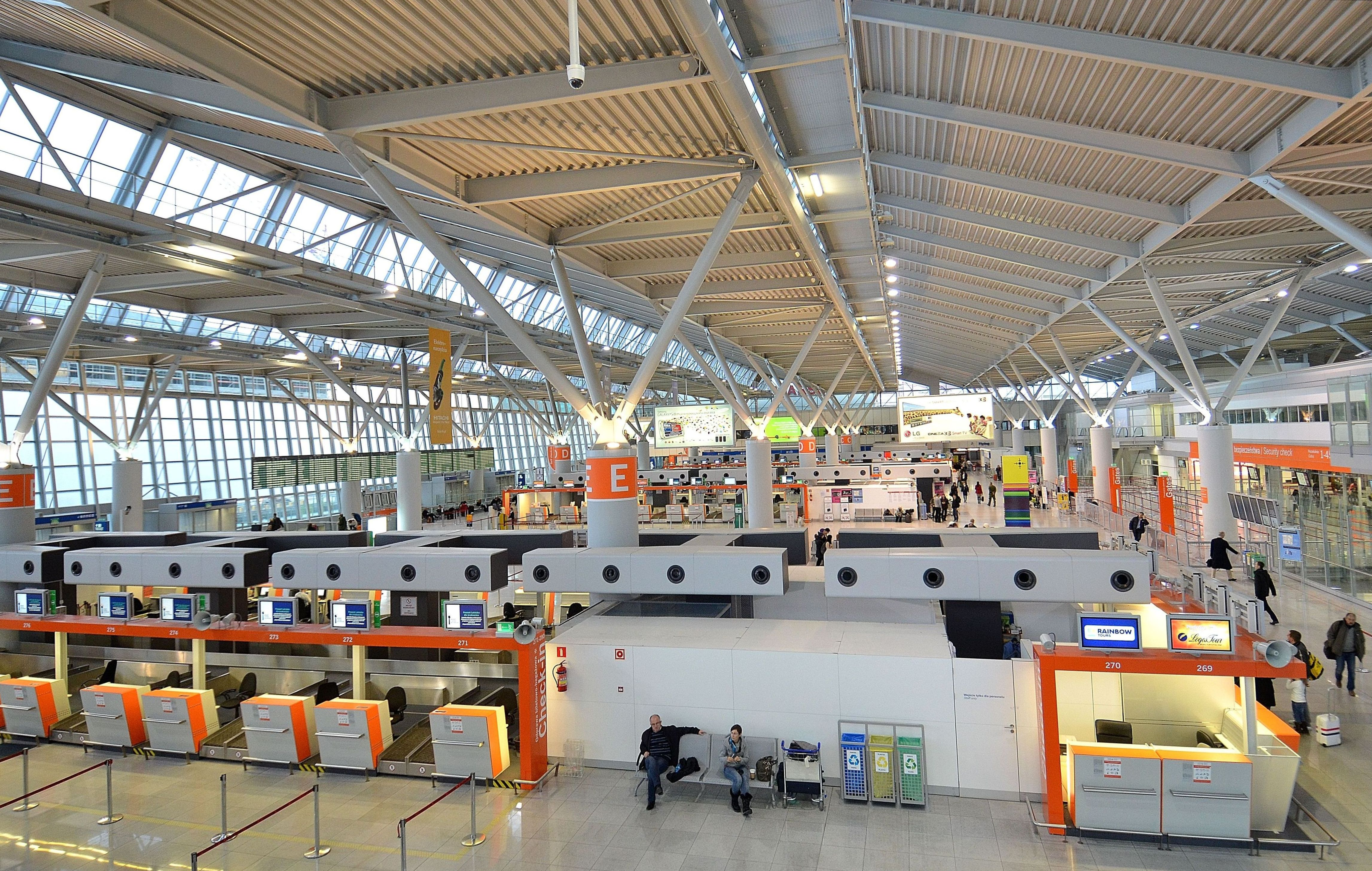
Az „A” terminál északi csarnoka, induló szint

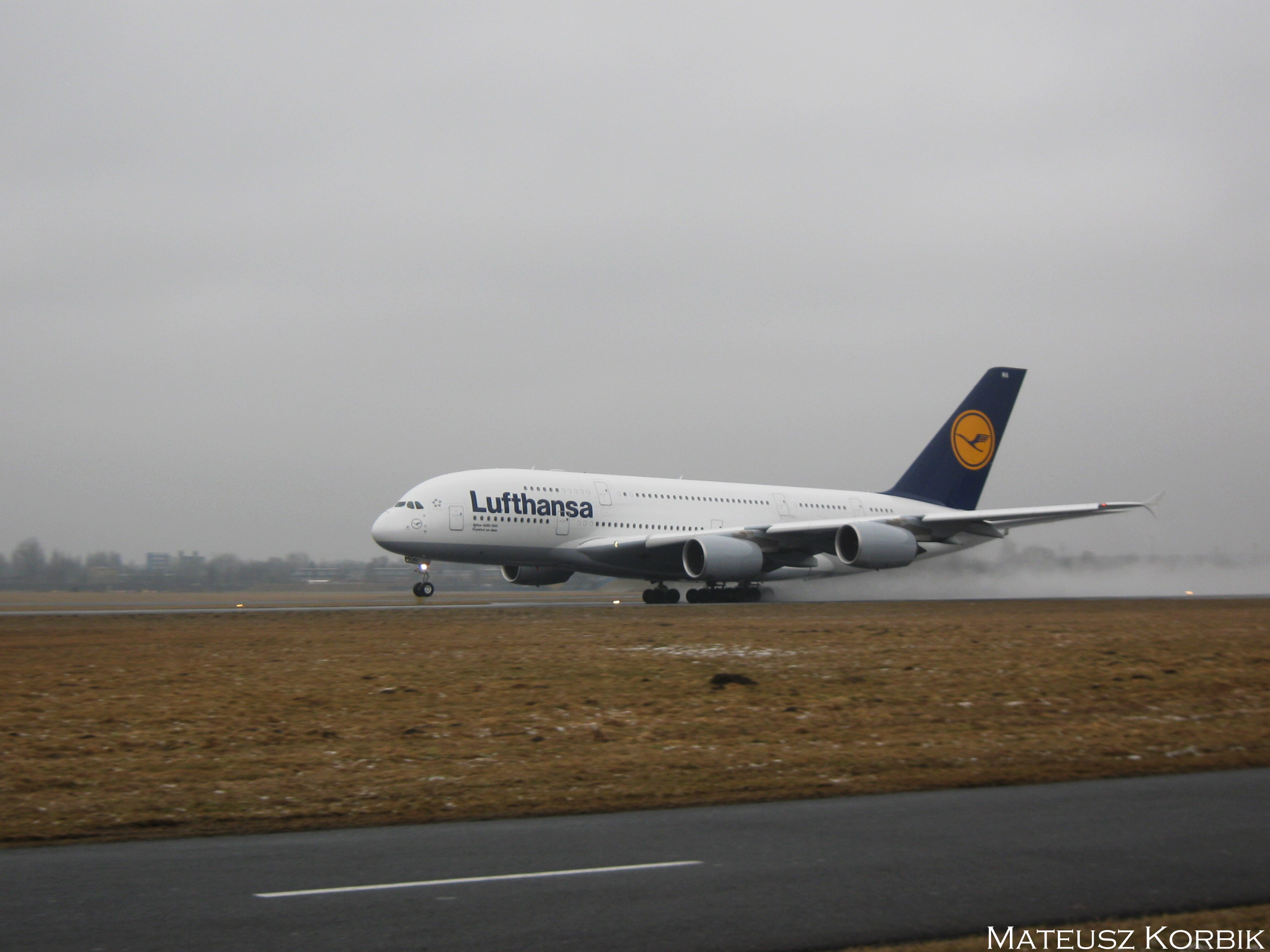
Airbus A380-as Varsóban (2011)

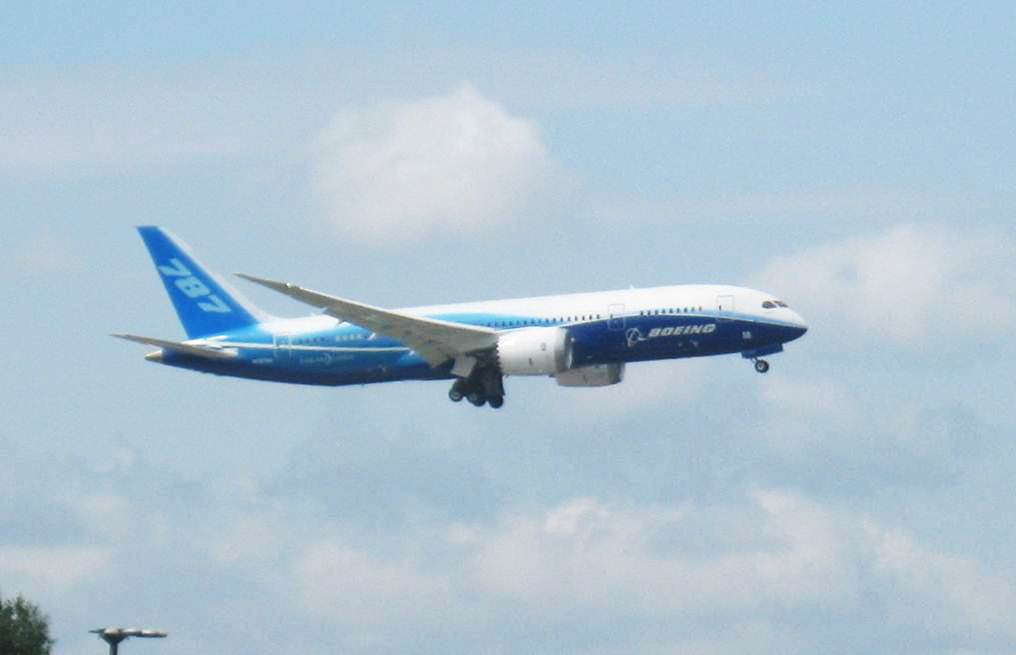
A varsói reptérre leszálló Boeing 787 Dreamliner 2011-ben

Az államszocializmus lengyelországi bukása után már 1990-ben megkezdődött egy új terminál építése. Az építkezés fővállalkozója a német Hochtief vállalat volt, amelynek 164 alvállalkozója közül 121 lengyel cég volt. Az új terminált 24 hónap alatt készítették el, és kb. 300 millió német márkába került. A bővítésnek köszönhetően a repülőtér elérte az évi 3,5 millió fős kapacitást. Az új részleg 1992. július 1-jén kezdte meg működését, amikor az athéni, bangkoki, dubaji és New York-i járatok utasai megérkeztek a reptérre. Tíz nappal később az első induló járat is felszállt Okęcie-ből. Az induló járatok csarnokában abban az időben 26 bejelentkező pult volt, ami az egyre növekvő forgalmat volt hivatott kiszolgálni. 1993-ban majdnem 2,2 millió utas érintette a repülőteret, hat évvel később ez a szám már 4 millióra nőtt. Ennek is köszönhető, hogy a bejelentkező pultok számát előbb 33-ra, majd 46-ra növelték, amivel a reptér évi 6 millió utast tudott fogadni.
2001 márciusában Aleksander Kwaśniewski köztársasági elnök jelenlétében a repülőteret Frédéric Chopin lengyel zeneszerző és zongorista tiszteletére Varsó Chopin repülőtérre keresztelték át. Ennek ellenére a varsói és lengyel köznyelvben a hagyományos Okęcie az elterjedtebb megnevezés. Egy évvel később bejelentették egy új utasterminál építését, amelynek kivitelezését egy lengyel-spanyol konzorciumnak (Ferrovial Agromán, Budimex és Estudio Lamela) ítéltek oda. A 2004-ben megkezdett munkálatok a lengyel polgári légi közlekedés addigi legnagyobb beruházásának számítottak. 2006-ra elkészült az új terminál érkezési szintje, majd 2007-ben felavatták az indulási szintet is. 2007-ben nyitotta meg kapuit a fapados járatoknak fenntartott „Etiuda terminál” (magyarul: Etűd) is, melyet azonban 2009-ben bezártak, és az összes itteni tevékenységet áthelyezték az 1-es és 2-es terminálokba.
2010 és 2011 között elkészült a repülőtér új központi és déli utasfolyosója, és így az összes terminál egyesüléséből létrejött az egyetlen, A terminál nevű komplexum. 2013 szeptemberében elkészült az S79-es gyorsforgalmi út és az S2-es gyorsforgalmi út összekapcsolása a reptérrel.
A Lufthansa varsói jelenlétének 40. évfordulója alkalmából 2011. március 19-én az Okęcie-i repülőtérre érkezett a legújabb Airbus A380-as gép, ami a világ legnagyobb utasszállítójának számít.
Ugyanazon év június 24-én ugyancsak Varsóban szállt le először lengyel területen a LOT Boeing 787 Dreamliner típusú gépe. A lengyel légitársaság volt az első Európában, amelyik ilyen gépeket helyezett üzembe.
A 2012-es labdarúgó-Európa-bajnokság nyitómérkőzése előtt egy héttel, 2012. június 1-jén adták át a forgalomnak a repülőtér földalatti vasútállomását, amely Varsó központjával köti össze a légi kikötőt.
2015-re újabb modernizációt tervez a reptér vezetősége. Az utasok rendelkezésére további 3000 négyzetméter kereskedelmi területet bocsátanak, amelyen 15 új bolt nyílik majd meg. A tervek szerint integrálják majd a régi és új terminálokat, és az átépített részben több információs és a biztonsági pont is lesz. Ezek mellett egy földalatti bejárat kiépítését is tervezik, amely közvetlen kapcsolatot létesít a reptéri vasútállomás és az indulási csarnokok között. Az érdeklődök számára újra megnyitják a kilátó teraszt, ahonnan a fel- és leszálló gépekre nyílik majd rálátás.

## Futópályák

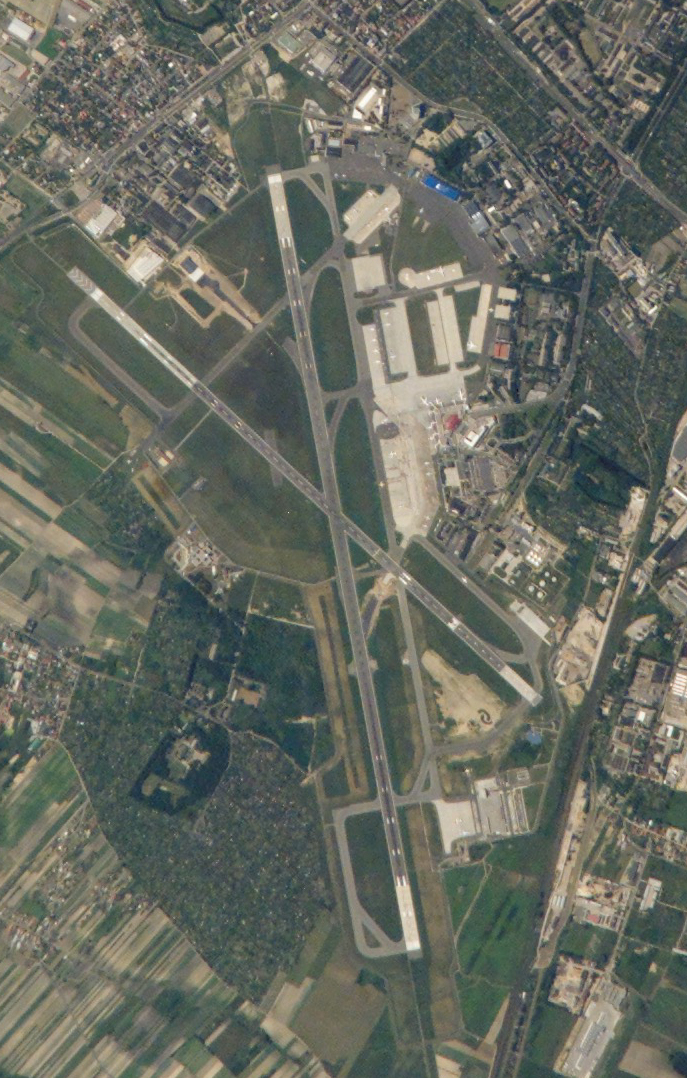
A reptér műholdképe a 2006-os átépítés előtt

A repülőtér két, egymást keresztező, aszfaltburkolatú futópályával rendelkezik, amelyek óránként 34 repülőgép fel- és leszállását teszik lehetővé. Az 1-es futópálya 11/29-es szögben helyezkedik el, hossza 2800 m, a 3690 m hosszú 3-as futópálya pedig 15/33-as szögben fekszik. Az időjárási viszonyok függvényében 20:00 és 04:00 óra (télen 21:00 és 05:00 óra) között a 15/33 szögben elhelyezkedő, hosszabb pálya van használatban. A zajterhelés minimalizálása érdekében a gépeknek a futópálya teljes hosszának kihasználását javasolják, és a sugárfordító nagymértékű használatának elkerülését.

## Terminálok és egyéb létesítmények
2010-ig a repülőtér tulajdonképpen két fő terminállal rendelkezett. Az 1-es terminált 1992-ben, a 2-est pedig 2008-ban nyitották meg. 2010-ben a kettőt egyesítve létrehozták az A terminált, amelyet öt check-in részlegre osztották (A, B, C, D, E). Az épületkomplexumban 45 beszállókapu található, amiből 27 utashíddal (angolul: jetway) is fel van szerelve. A tervek szerint a meglévő terminált 2015-re integrálják majd egy újonnan épített terminálba.
Az 1992-ben épített 1-es terminál évente 3,5 millió utast képes kiszolgálni. 2005-ben az 1970-es években épült érkezési csarnokot felújították, és egy részét „Etiuda” néven rövid ideig a diszkont légitársaságok vették használatba. 2009 márciusában azonban bezárták, és az itteni légitársaságok (többnyire a SkyTeam tagjai) más terminálokba költöztek.
A korábban 2-es terminálként működő csarnok a tervezettnél két évvel később, 2008. március 12-én nyílt meg az utasforgalom előtt. Az érkező járatoknak fenntartott részt már 2007-ben üzembe helyezték, azonban a biztonsági előírások körüli rendellenességek, illetve a reptér és a kivitelező vállalat közötti nézeteltérés miatt késett a teljes részleg átadása. Az új terminál jóval nagyobb alapterületű, mint a régebbi 1-es terminál, és a repülőtér ezen részéről indul az összes Star Alliance és Oneworld légitársaság.

### General Aviation Terminal
A főépülettől északkeletre található a kis- és magángépeket fogadó General Aviation Terminal, ahol első osztályú szolgáltatással várják az utasokat. Ugyanitt lehetőség nyílik helikopterek, légi taxik és légi mentők fogadására is.

### A katonai repülőtér terminálja
Az Okęcie-i reptéren egy katonai részleg is működik, amely 1945 és 2011 között a 36. Különleges Légi Szállítási Ezrednek (36 Specjalny Pułk Lotnictwa Transportowego) adott otthont. Az ezred feladatai közé tartozott az állami és katonai vezetők szállítása, illetve a repülőtérre érkező külföldi küldöttségek fogadása is. 2011. augusztus 4-én az ezredet feloszlatták, és azóta az állami hivatalosságok a LOT két Embraer 175-ös gépét használják. A Lengyel Légierő 1-es számú támaszpontja (1 Baza Lotnicza Armii Krajowej) azonban továbbra is fogad katonai repülőket és helikoptereket.

### Courtyard Marriott Hotel
A repülőtér közvetlen szomszédságában található a Courtyard Marriott szálloda, amelyet 2003 októberében nyitottak meg az utazóközönség előtt. Ez volt a repülőtér mellé épített első szálloda Lengyelország területén. A magas színvonalú szolgáltatásokat biztosító hotelben 2003 és 2013 között több mint egymillió vendég szállt meg.

### Renaissance Hotel
A Courtyard Marriott hoteltől északnyugati irányban fekvő, egykori parkolóhelyen 2011 tavaszán megkezdődtek a második reptéri hotel építési munkálatai. Az ugyancsak a Marriott Internationals vállalat tulajdonát képező ötcsillagos szálloda befejezését 2013-ra tervezték, azonban felavatására csak 2014 folyamán kerül sor.

### Szolgáltató egységek

#### Utazási irodák és autókölcsönzés
Az érkező és induló utasokat több lengyel és nemzetközi (TUI, Neckermann) utazási iroda várja a repülőtér területén. Több világszerte ismert vállalat (Avis, Budget, Europcar, Hertz, Sixt stb.) ajánlatából választva lehetőség nyílik autókölcsönzésre is.

#### Pénzügyi szolgáltatások
A varsói reptéren a lengyel Pekao Bank segítségével lehet banki ügyleteket intézni. Emellett más bankok pénzautomatái is az utazók rendelkezésére állnak. Három pénzváltó is működik a létesítmény területén belül.

#### Egyéb szolgáltatások
A Chopin repülőtéren számos bolt található, amelyek a nyilvános rész, az utazóknak fenntartott rész és a reptéri vasútállomás között oszlanak el, és több vámmentes (duty free) üzlet is található köztük. Az első két helyszínen különböző éttermek és kávézók várják a vendégeket, ezek száma pedig tovább nő majd a fejlesztések során. Ezek mellett ökumenikus kápolna, játszótér, VIP és Executive Lounge részlegek, illetve csomagmegörző szekrények is az utasok rendelkezésére állnak.

## Légitársaságok és úti célok

### Utasszállító

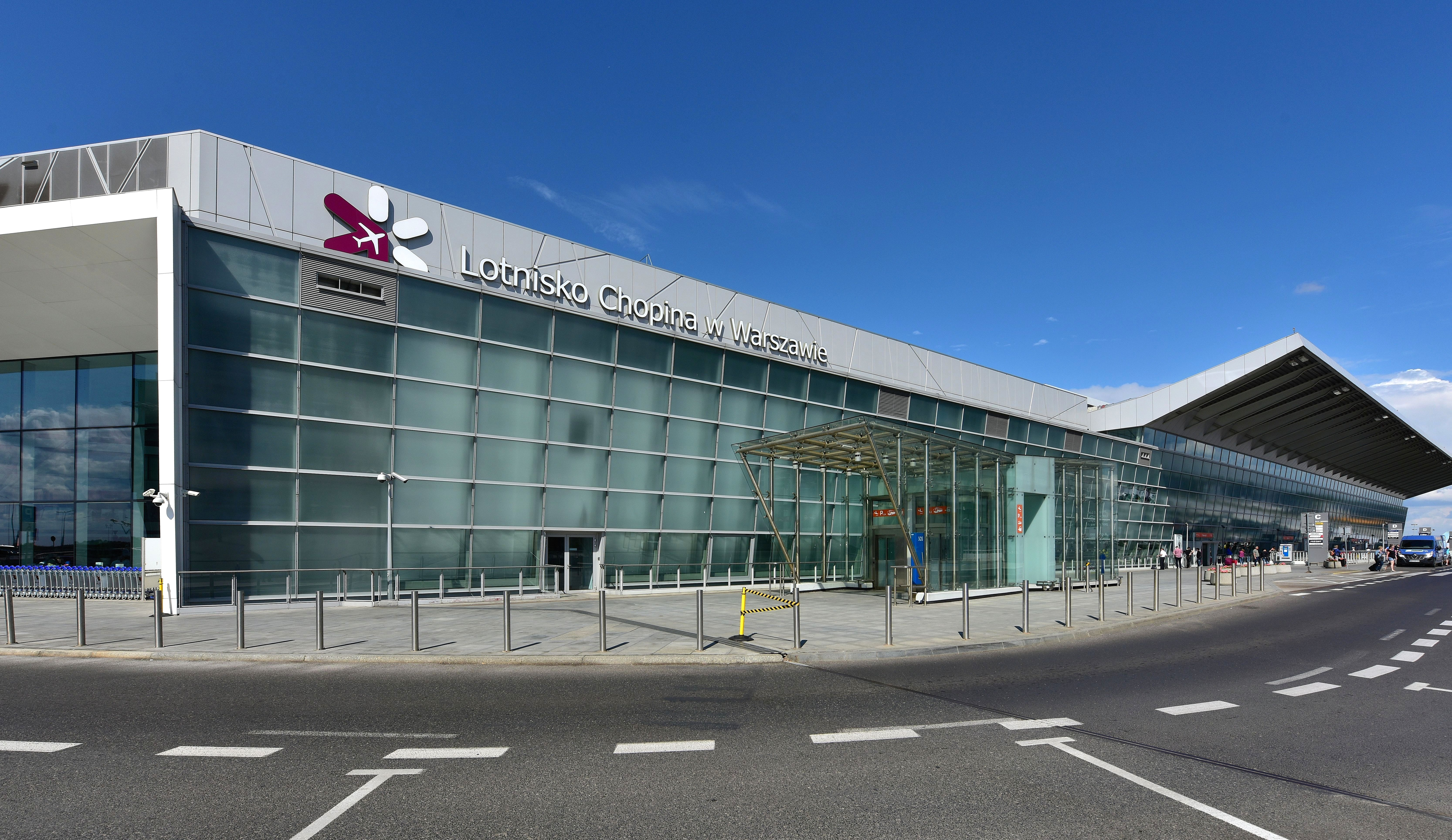
A repülőtér központi épülete

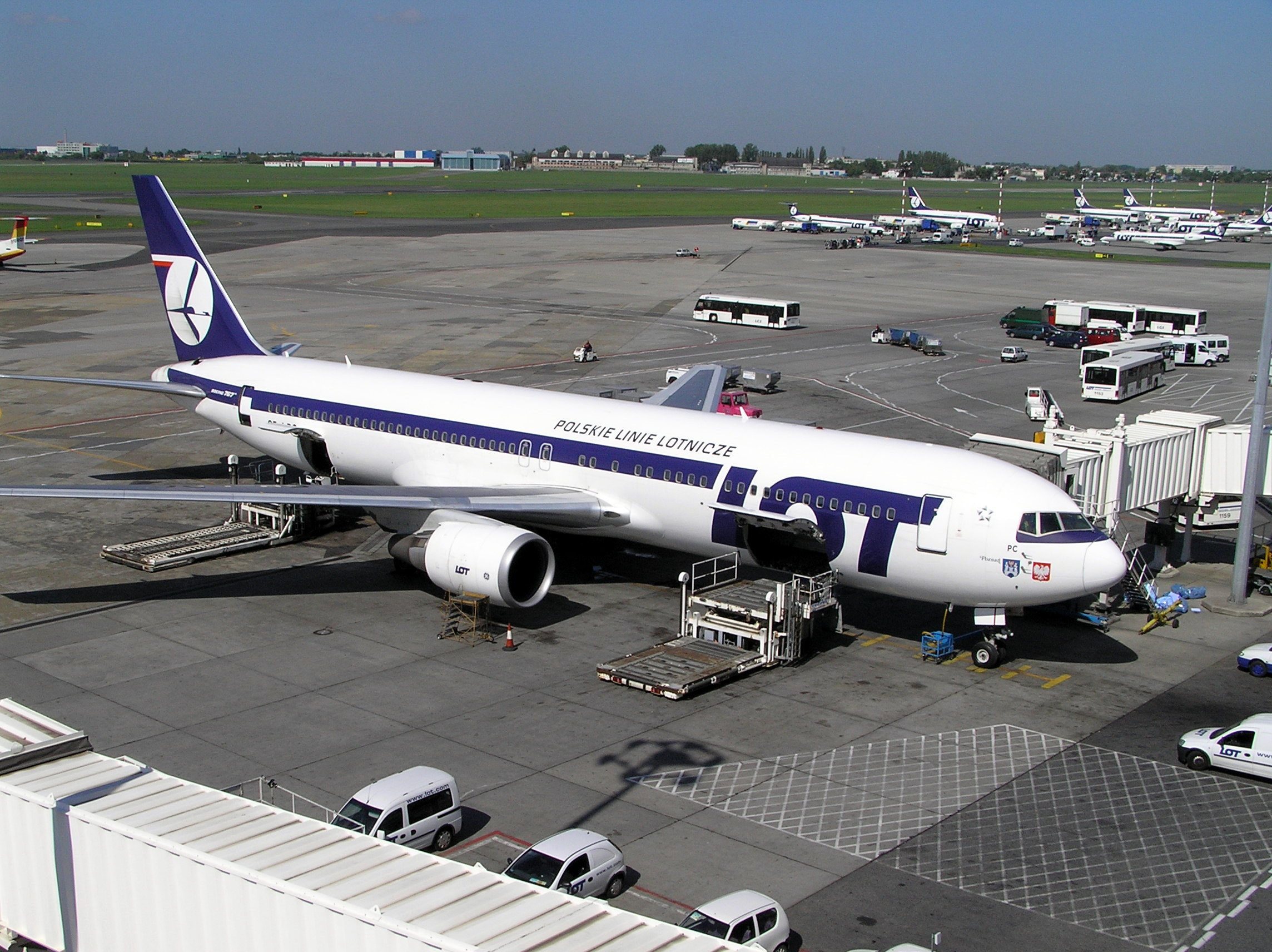
LOT Boeing 767-300ER a reptéren

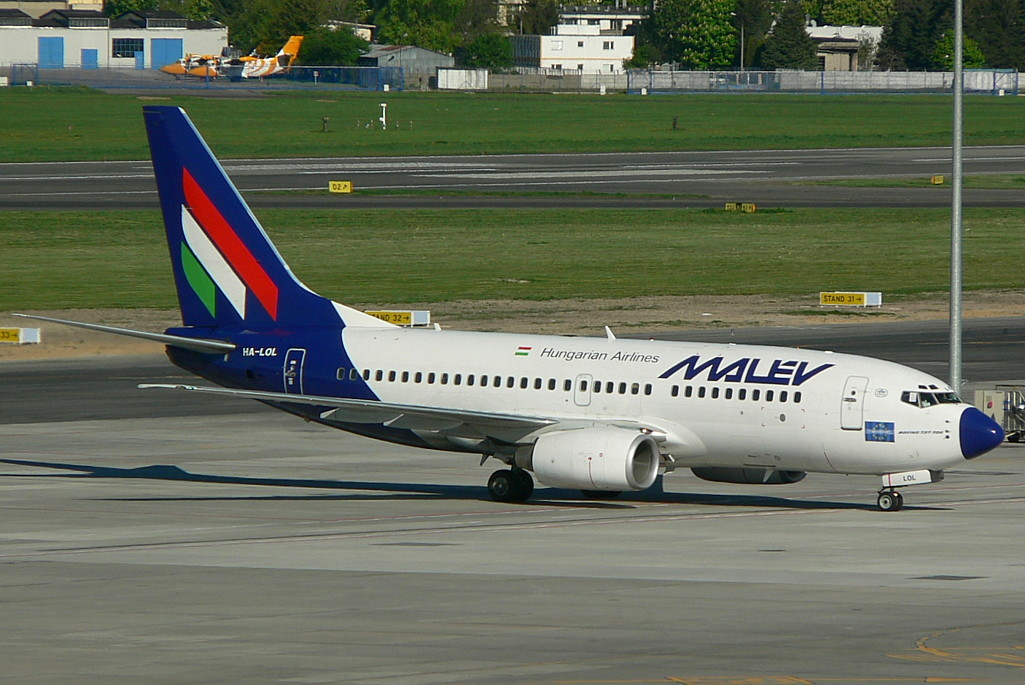
A Malév Boeing 737-es gépe 2007-ben

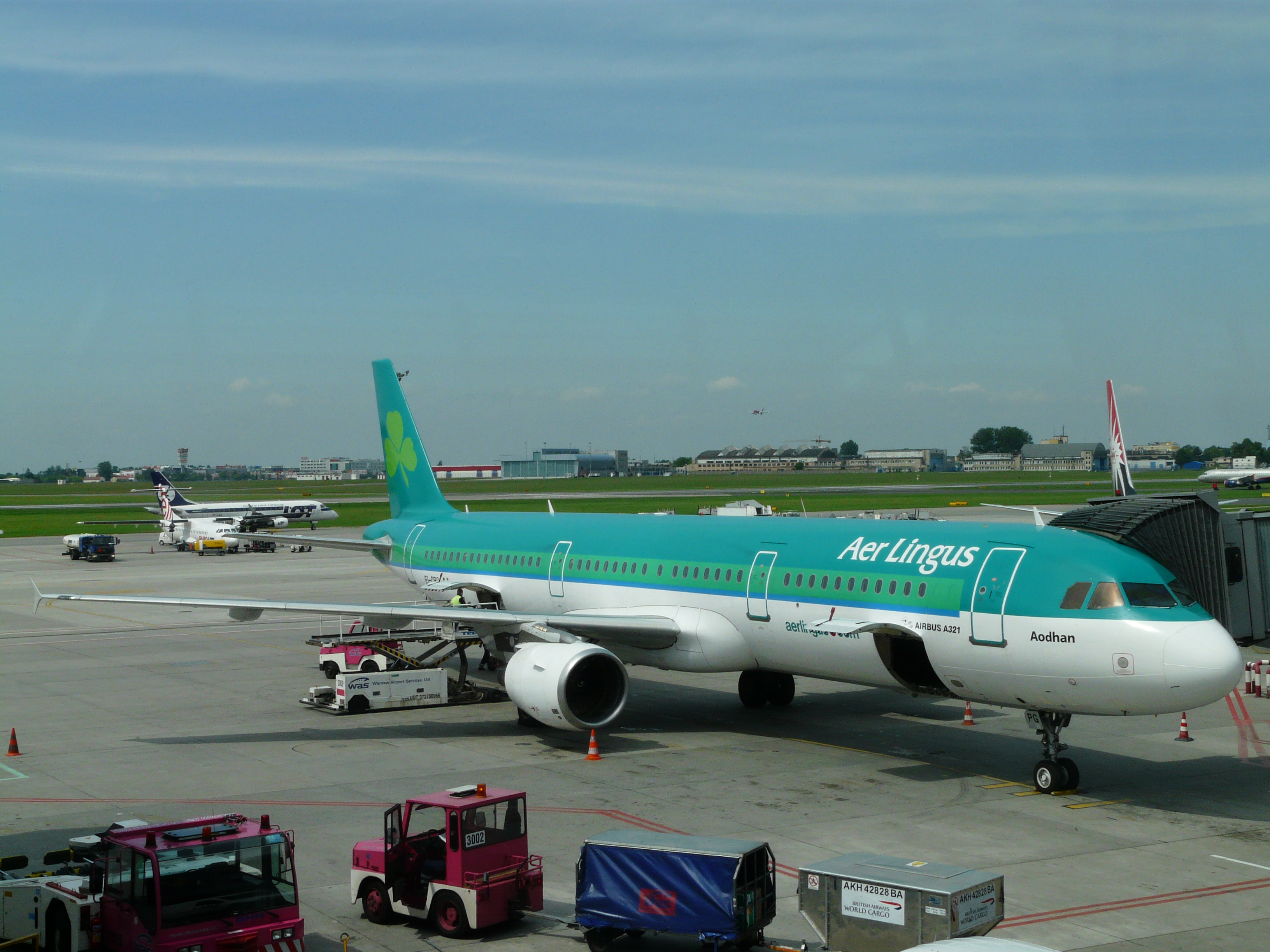
Aer Lingus Airbus A321-200 Varsóban

A varsói repülőtérről Európa, Ázsia, Észak-Amerika és Afrika több mint 60 repülőterére lehet átszállás nélkül eljutni. A több mint 30 ország repülőterei a következők:
| Légitársaság                                     | Célállomások |
| ------------------------------------------------ | --- |
| Aegean Airlines                                  | Athén |
| Aer Lingus                                       | Dublin |
| Aeroflot                                         | Moszkva-Seremetyjevó |
| airBaltic                                        | Riga |
| Air France                                       | Párizs-Charles de Gaulle |
| Air Serbia                                       | Belgrád |
| Austrian Airlines Működtető: Tyrolean Airways    | Bécs–Schwechat |
| Belavia                                          | Minszk |
| British Airways                                  | London-Heathrow |
| Brussels Airlines                                | Brüsszel (2014 szeptemberétől) |
| Czech Airlines                                   | Prága |
| El Al                                            | Tel Aviv-Ben Gurion |
| Emirates                                         | Dubaj |
| Eurolot                                          | Időszakos: Dubrovnik, Heringsdorf, Salzburg, Split, Zára |
| Finnair                                          | Helsinki |
| Finnair Működtető: Flybe Nordic                  | Helsinki |
| Germanwings Működtető: Eurowings                 | Düsseldorf, Köln–Bonn |
| KLM                                              | Amszterdam |
| KLM Működtető: KLM Cityhopper                    | Amszterdam |
| LOT                                              | Amszterdam, Athén, Barcelona, Bécs–Schwechati nemzetközi repülőtér, Belgrád, Brüsszel, Budapest, Bukarest, Chicago–O’Hare, Frankfurt, Gdańsk, Genf, Düsseldorf, Hamburg, Isztambul-Atatürk, Katowice, Kijev-Boriszpil, Koppenhága, Krakkó, Lárnaka, London-Heathrow, Lviv, Madrid, Milánó-Malpensa, Minszk, Moszkva-Seremetyjevó, München, New York-JFK, Odessza, Párizs-Charles de Gaulle, Peking, Poznań, Prága, Riga, Rzeszów, Stockholm-Arlanda, Szentpétervár, Szófia, Szczecin, Tallinn, Tbiliszi, Tel Aviv-Ben Gurion, Toronto-Pearson, Vilnius, Wrocław, Jereván, Zürich Időszakos: Bejrút, Kairó, Nizza, Róma-Fiumicino |
| LOT Működtető: Eurolot                           | Gdańsk, Katowice, Krakkó, Poznań, Rzeszów, Szczecin, Wrocław |
| Lufthansa                                        | Frankfurt |
| Lufthansa Regional Működtető: Eurowings          | Düsseldorf (2014. március 29-ig) |
| Lufthansa Regional Működtető: Lufthansa CityLine | Frankfurt, München |
| Norwegian                                        | Barcelona, Madrid (2014 júniusától), Málaga, Oslo–Gardermoen, Stavanger |
| Qatar Airways                                    | Doha |
| Scandinavian Airlines                            | Koppenhága |
| SprintAir                                        | Zielona Góra |
| Swiss International Air Lines                    | Zürich |
| TAP Portugal                                     | Lisszabon |
| Turkish Airlines                                 | Isztambul-Atatürk |
| Ukraine International Airlines                   | Kijev-Boriszpil |
| Vueling                                          | Barcelona |
| Wizz Air                                         | Barcelona, Bergamo, Brüsszel–Charleroi, Budapest, Doncaster/Sheffield, Eindhoven, Glasgow, Göteborg-City, Harkov, Kutaiszi, Liverpool, London–Lutoni repülőtér, Malmö, Párizs-Beauvais, Róma-Fiumicino, Sandefjord, Stockholm-Skavsta, Tel Aviv-Ben Gurion Időszakos: Burgasz, Grenoble, Iráklio, Korfu |
| WOW air                                          | Időszakos: Reykjavík-Keflavik |

### Charter

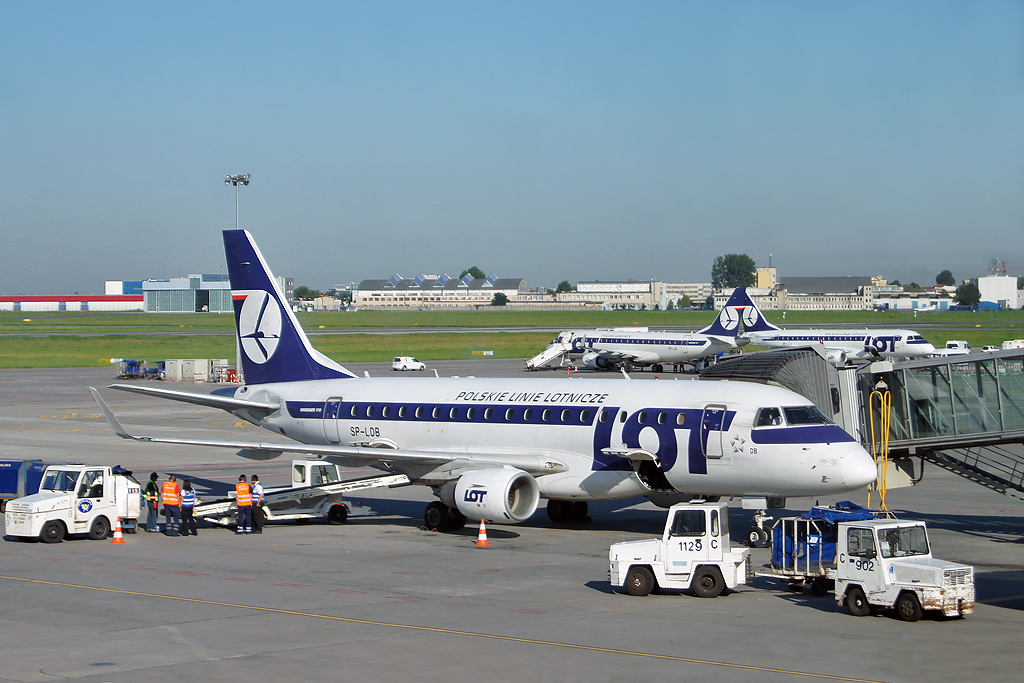
LOT Embraer 170 Varsóban

| Légitársaság                                     | Célállomások |
| ------------------------------------------------ | --- |
| Aegean Airlines                                  | Iráklio, Korfu |
| Air Malta                                        | Málta |
| Arkia Israel Airlines                            | Tel Aviv-Ben Gurion |
| Bingo Airways                                    | Antalya, Burgasz, Enfidha, Gurdaka, Iráklio, Palma de Mallorca, Rodosz, Sarm es-Sejk, Tenerife |
| Bulgarian Air Charter                            | Várna |
| Enter Air                                        | Agadir, Antalya, Athén, Bangkok-Szuvarnabumi, Bodrum, Burgasz, Catania, Colombo, Dalaman, Dubrovnik, Dzserba, Eilat-Ovda, Enfidha, Faro, Fuerteventura, Girona, Gurdaka, Hanía, Iráklio, İzmir, Korfu, Kosz, Lamezia Terme, Málaga, Marsza Alam, Monastir, Olbia, Páfosz, Palma De Mallorca, Pátra, Phuket, Rodosz, Sarm es-Sejk, Sevilla, Split, Tel Aviv-Ben Gurion, Thesszaloniki, Várna, Zákinthosz, Zára |
| LOT                                              | Bangkok-Szuvarnabhumi, Cancún, Colombo, La Romana, Varadero, Zára |
| Nouvelair                                        | Enfidha, Monastir |
| Small Planet Airlines                            | Antalya, Burgasz, Iráklio, Kavála, Palma de Mallorca, Split, Várna |
| Sun d'Or International Airlines Működtető: El Al | Tel Aviv-Ben Gurion |
| Travel Service                                   | Batumi, Bodrum, Burgasz, Fuerteventura, Madeira, Gran Canaria, Iráklio, Lárnaka, Palermo, Palma de Mallorca, Punta Cana, Split, Tel Aviv-Ben Gurion, Terceira, Tenerife, Várna |
| TACV Cabo Verde Airlines                         | Sal |

### Áruszállító
| Légitársaság          | Célállomások                                                         |
| --------------------- | -------------------------------------------------------------------- |
| DHL Aviation          | Leipzig–Halle                                                        |
| FedEx                 | Párizs-Charles de Gaulle                                             |
| Genex                 | Minszk                                                               |
| SprintAir             | Bydgoszcz, Gdańsk, Katowice, Kijev-Zsuljani, Krakkó, Poznań, Wrocław |
| TNT Air Cargo         | Berlin–Schönefeld, Liège, Moszkva-Seremetyjevó                       |
| United Parcel Service | Almati, Csengdu, Köln–Bonn, Sanghaj-Putung                           |

## Statisztikák

### Utasforgalom

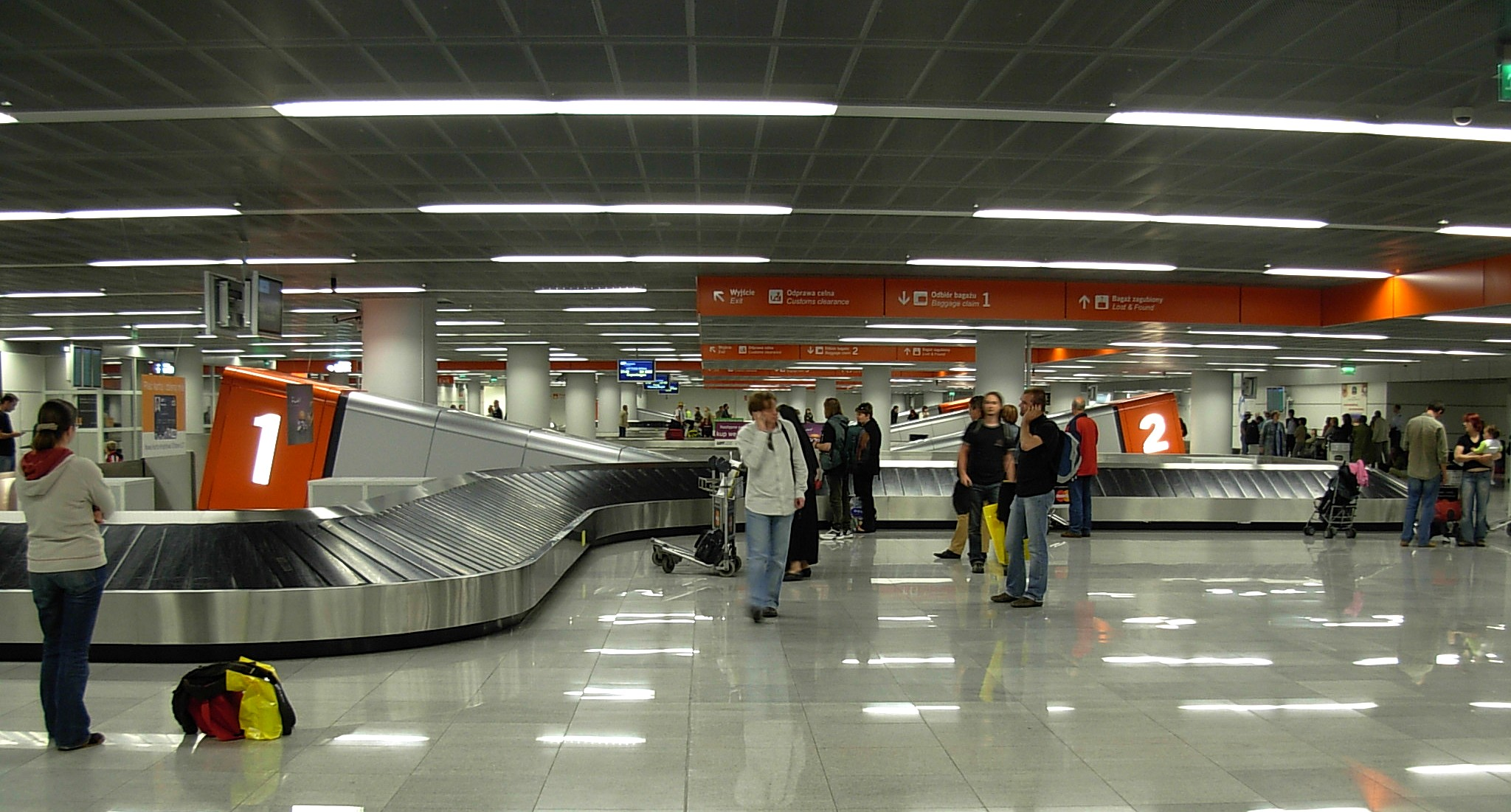
Poggyászkiadó részleg az A terminál északi csarnokában

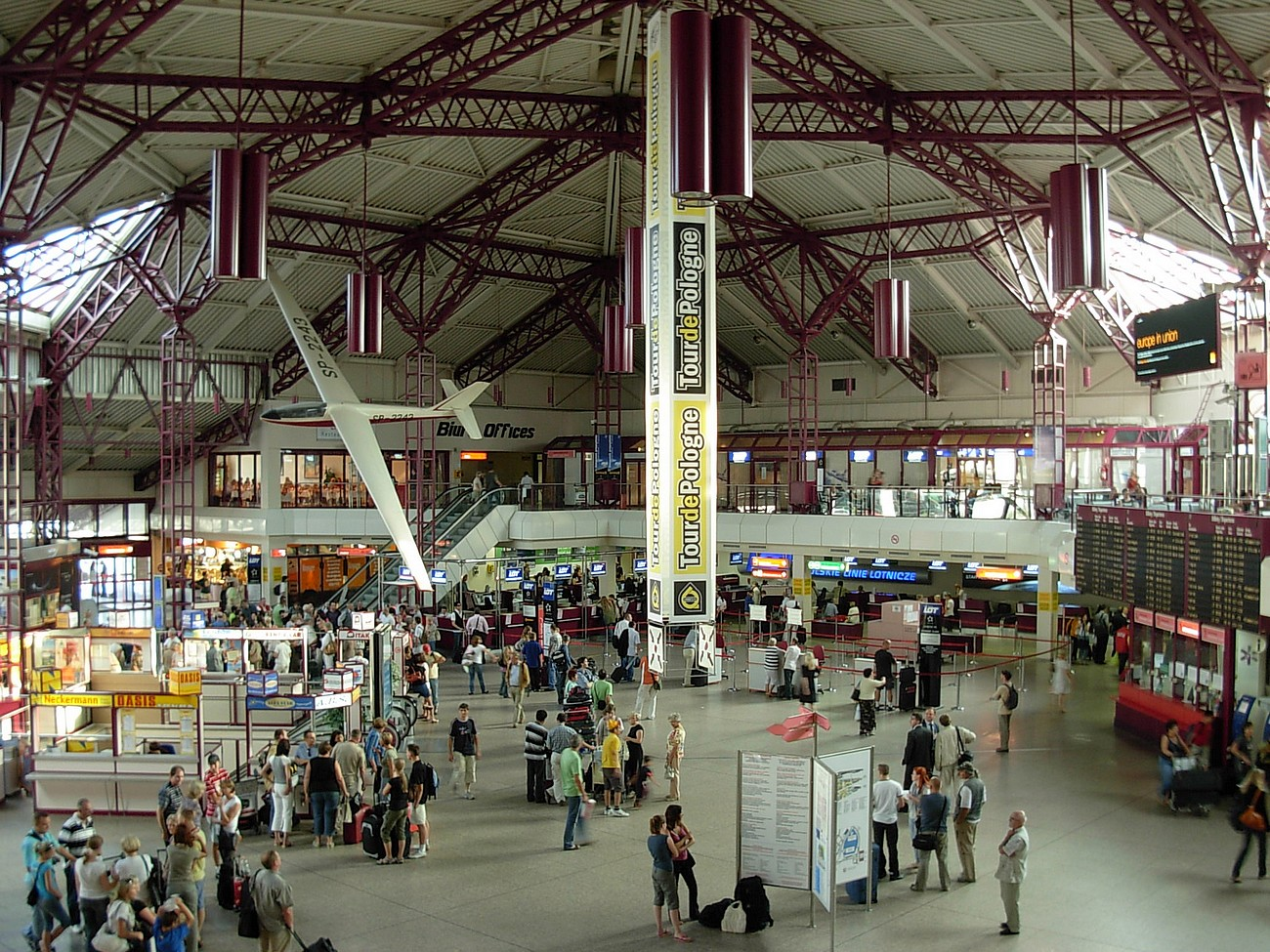
Az A terminál déli indulócsarnoka

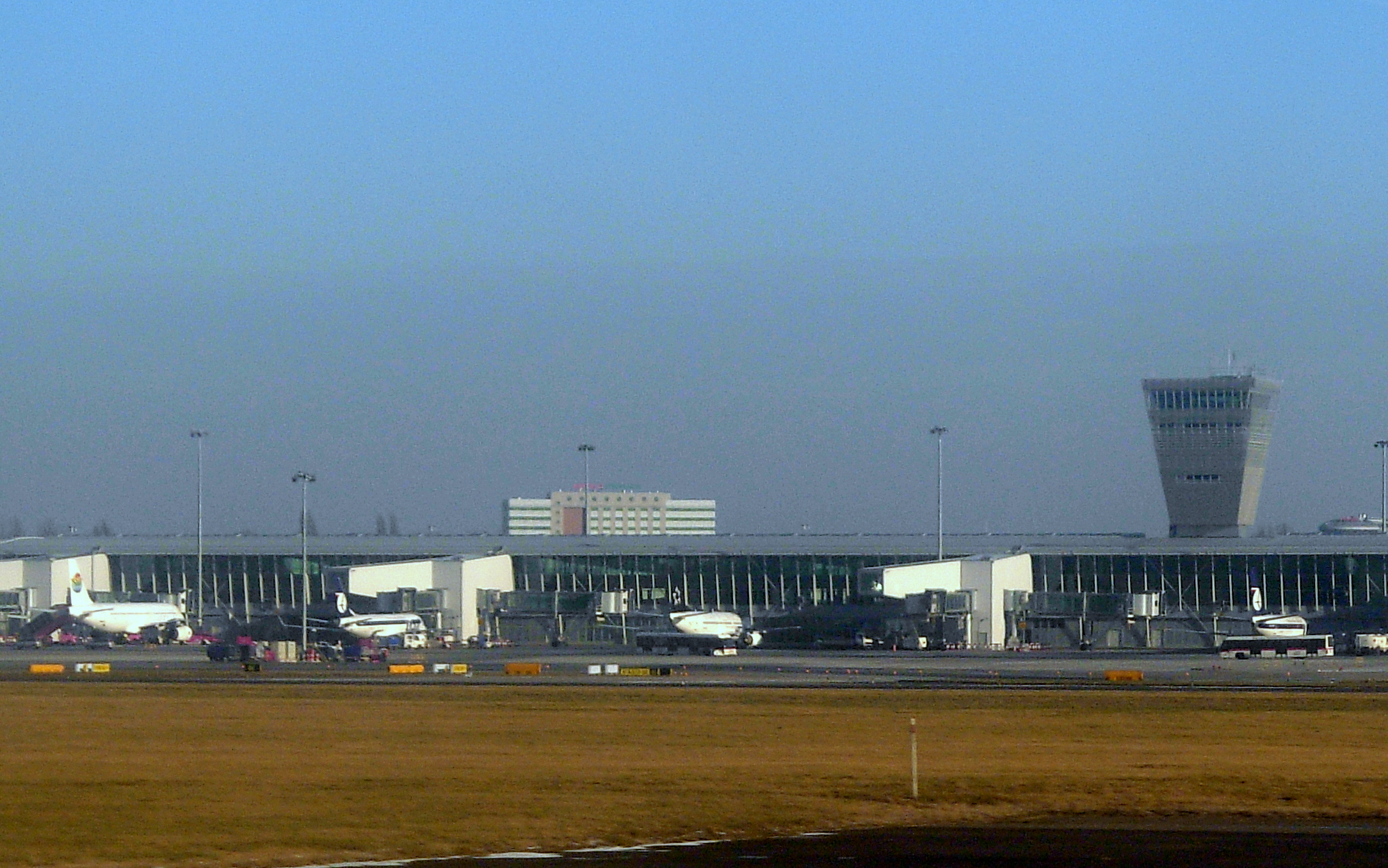
A reptér távolból

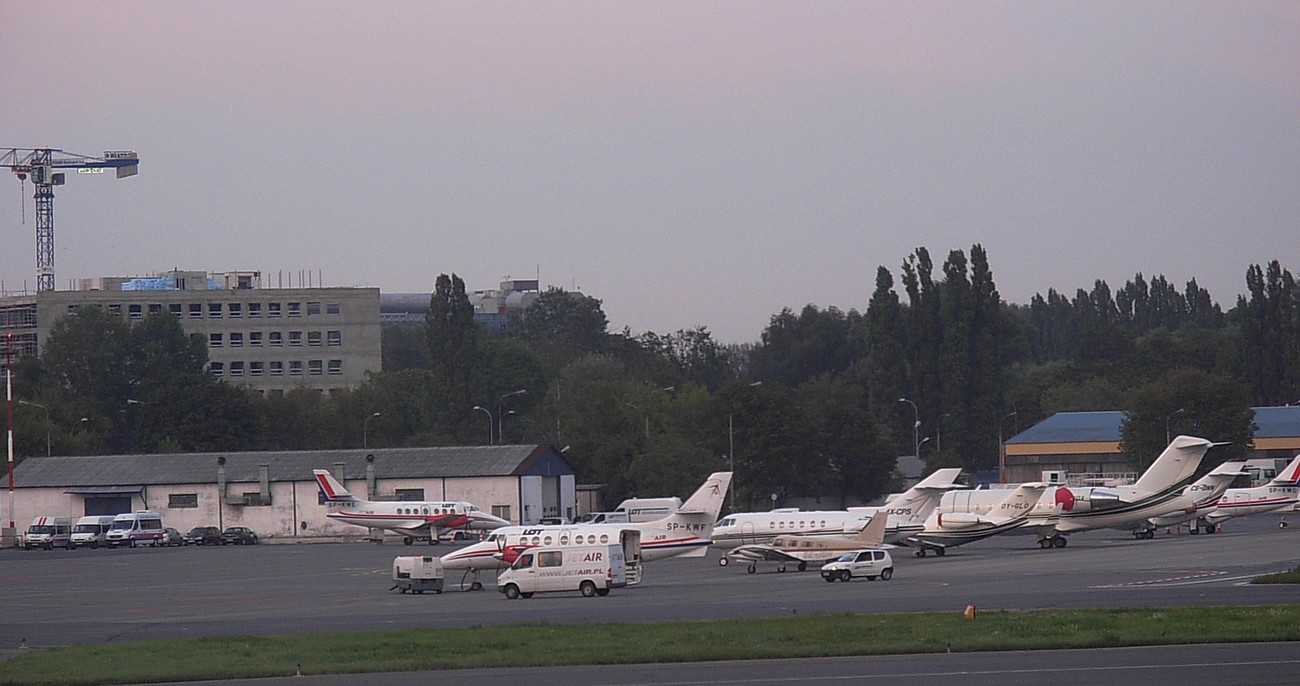
Magán-repülőgépek a varsói reptéren

A szocializmus bukása és az utazási tilalmak feloldása után a varsói repülőtér utasforgalma jelentősen fellendült. 1994-ben 2 198 008 utas érintette a repteret. Ez a szám 2008-ra a négyszeresére nőtt, és 9 460 606 utast jegyeztek fel, ami 330% körüli növekedést jelent. Az utasok számát 2012-ben jelentősen befolyásolta a Ryanair és a Wizzair járatoknak a modlini repülőtérre való költözése. (Később a Wizz Air visszatért Okęcie-be.) 2012-es utasforgalmi adatok szerint a Chopin repülőtér Európa 42. legforgalmasabb reptere volt.
|      | Utasok száma | Változás az előző évhez képest | Gépmozgás |
| ---- | ------------ | ------------------------------ | --------- |
| 2005 | 7 071 881    |                                | 115 320   |
| 2006 | 8 101 827    | 014,6%                         | 126 534   |
| 2007 | 9 268 476    | 014,4%                         | 133 146   |
| 2008 | 9 460 606    | 02,1%                          | 129 728   |
| 2009 | 8 320 927    | 012,0%                         | 115 934   |
| 2010 | 8 712 384    | 04,7%                          | 116 691   |
| 2011 | 9 337 734    | 07,2%                          | 119 399   |
| 2012 | 9 587 842    | 02,7%                          | 118 320   |
| 2013 | 10 683 706   | 011,4%                         | 123 981   |

| Hónap      | Utasok száma | Összesített utasszám |
| ---------- | ------------ | -------------------- |
| Január     | 675 300      | 675 300              |
| Február    | 637 000      | 1 312 300            |
| Március    | 770 000      | 2 082 300            |
| Április    | 860 000      | 2 942 300            |
| Május      | 989 000      | 3 931 300            |
| Június     | 1 075 933    | 5 007 233            |
| Július     | 1 178 700    | 6 185 933            |
| Augusztus  | 1 165 000    | 7 350 933            |
| Szeptember | 1 117 000    | 8 467 933            |
| Október    | 846 000      | 9 313 933            |
| November   | 697 000      | 10 010 933           |
| December   | 645 804      | 10 683 706           |

| Rangsor | Repülőtér                                      | Utasok száma | Légitársaságok                          |
| ------- | ---------------------------------------------- | ------------ | --------------------------------------- |
| 1       | London-Heathrow, London-Stansted, London-Luton | 594 000      | British Airways, LOT, Ryanair, Wizz Air |
| 2       | Párizs-Charles de Gaulle, Párizs-Beauvais      | 507 000      | Air France, LOT, Ryanair, Wizz Air      |
| 3       | Frankfurt                                      | 440 000      | Lufthansa, LOT                          |
| 4       | Gdańsk                                         | 405 000      | LOT, OLT Express                        |
| 5       | Wrocław                                        | 356 000      | LOT, OLT Express                        |

### Áruforgalom
A varsói repülőtér fontos áruszállítási csomópontként is működik, amely Lengyelország európai és Európán kívüli kereskedelmében játszik fontos szerepet, és az ország légi úton zajló teherszállításának kb. 80%-át bonyolítja le. 2012-ben a létesítmény 45 000 tonna árut mozgatott. 2013-ban a Chopin repülőtér több mint 48 000 t rakományt mozgatott, ami 6,3%-os növekedést jelent az előző évhez képest. Az összes árumennyiségből több mint 47 500 t a nemzetközi, 626 t pedig a belföldi kereskedelem keretében érintette a repteret. Az importált javak (27 300 t) meghaladták az exportáltakat (20 200 t). A postai küldemények mennyisége 16 000 t volt.
| Rangsor | Úti cél  | Árumennyiség (tonnában) |
| ------- | -------- | ----------------------- |
| 1       | Köln     | 8400                    |
| 2       | Lipcse   | 5100                    |
| 3       | Chicago  | 4000                    |
| 4       | Dubaj    | 3900                    |
| 5       | New York | 3100                    |

| Rangsor | Légitársaság           | Árumennyiség (tonnában) |
| ------- | ---------------------- | ----------------------- |
| 1       | LOT                    | 16 900                  |
| 2       | United Parcel Service  | 9800                    |
| 3       | European Air Transport | 5100                    |
| 4       | Emirates               | 3900                    |
| 5       | Sprint Air             | 2100                    |

## Földi közlekedés

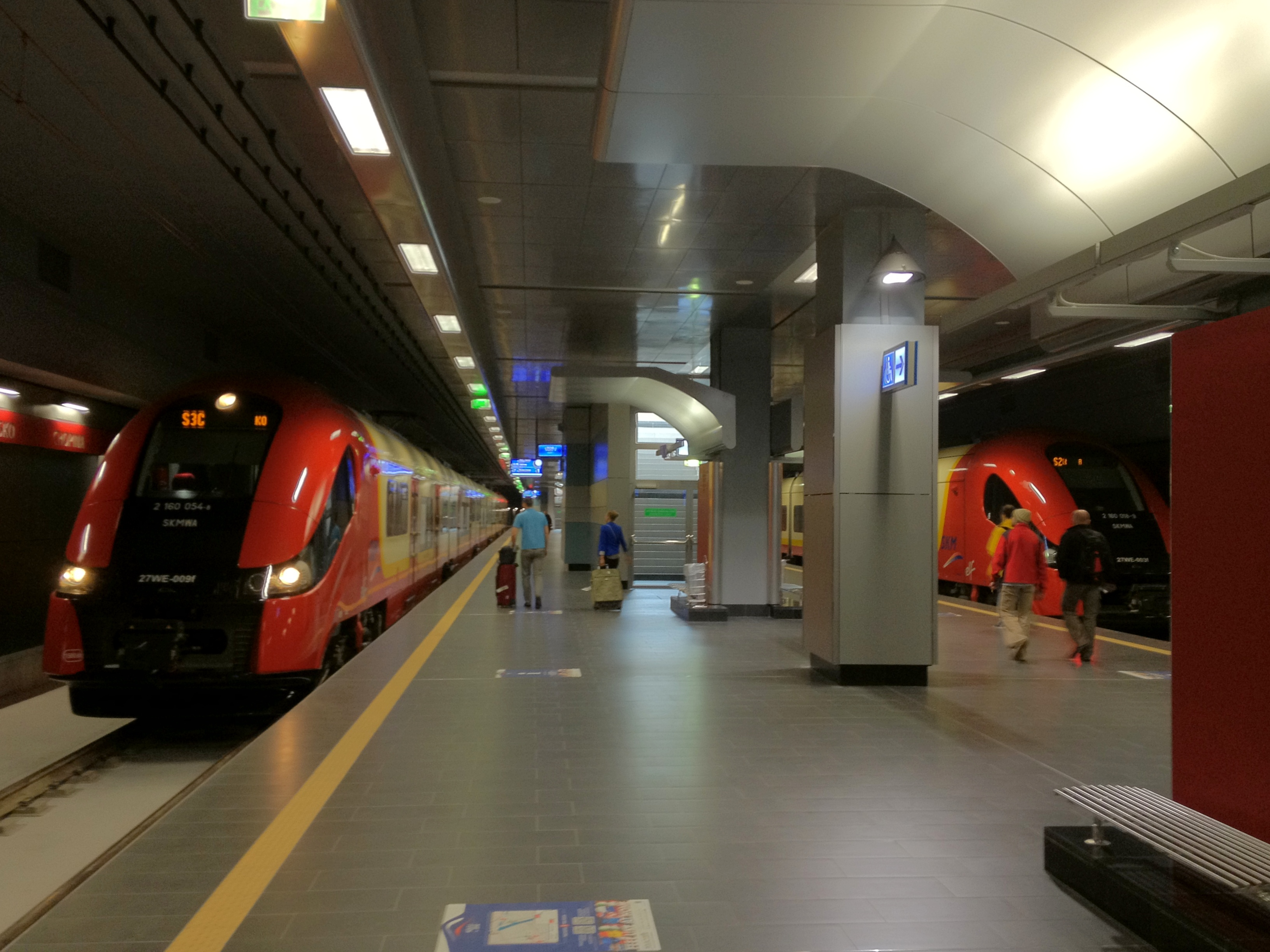
A Gyors Városi Vasút (SKM) vonatai a reptéri vasútállomáson

A repülőtér Varsó központjától nagyjából 10 kilométerre délnyugati irányban fekszik, vonattal, helyi buszjáratokkal és taxival is megközelíthető.

### Vasút
2012. június 1-je óta üzemel a 230 millió złoty összköltségű vasúti összeköttetés, amely a reptér vasútállomását és Varsó központját köti össze.

### Közút
A főváros és a reptér legfőbb összekötő útvonala a két lengyel pilótáról elnevezett Żwirki i Wigury sugárút. A repülőtéren taxiállomás is található. Az utasok részére négy parkolóban 3700 parkolóhely áll rendelkezésre.
A repülőtértől keletre halad el az S79-es gyorsforgalmi út, amely az S2-es gyorsforgalmi utat köti össze a Marynarska úttal.

### Közszállítás
Varsó központját tömegközlekedéssel a 175-ös és a 188-as nappali, illetve az N32-es éjszakai járattal lehet megközelíteni. Ezek mellett a 148-as járattal Varsó déli és keleti részébe, Ursynówba, illetve Prágába lehet eljutni. A 331-es buszjárat a Wilanowska metrómegállóval köti össze a repteret. A létesítményben egy 21 kocsiállásos távolsági buszállomás is található, ahonnan a régió számos pontjára el lehet jutni.

## Reptéri biztonság

### Rendfenntartó erők
A varsói repülőtér rendjének fenntartásáért, az utasellenőrzés akadálytalan lebonyolításáért a határőrség, a rendőrség, a városi rendőrség és a vámhivatal felel. A tényleges utasellenőrzés és a reptéri épületek védelme egy speciális repülőtéri biztonsági alakulat, a SOL feladata. A SOL (Służba Ochrony Lotniska) feladatai közé tartozik az utasok és a poggyászok átvizsgálása is.

### Légügyi szolgálatok

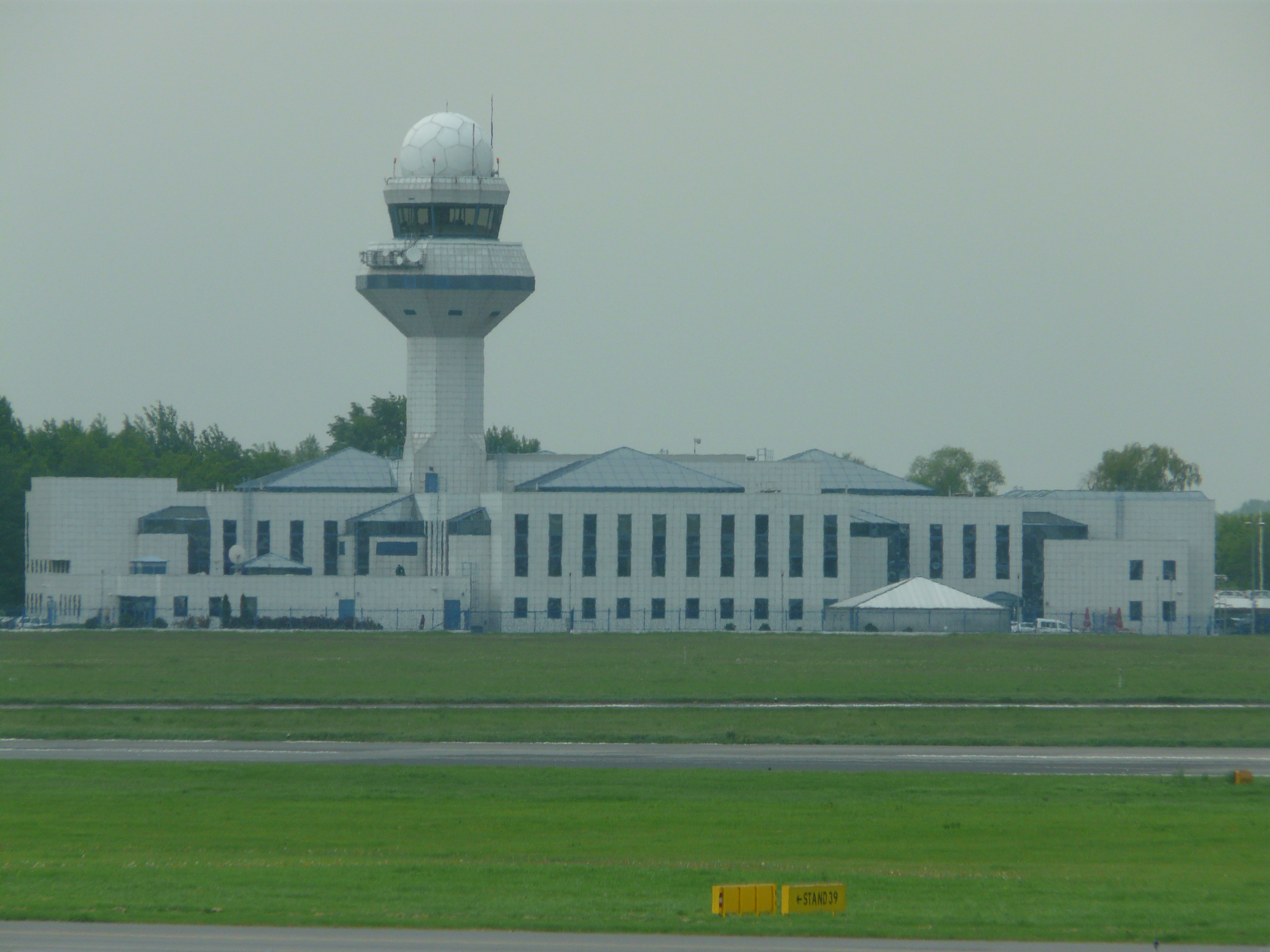
A Légi Irányítóközpont

A légi kikötő működését a repülőtéri műveletek felügyelője (Dyżurnego Operacyjnego Portu Lotniczego) irányítja. A légi járművek földi mozgását az úgy nevezett marshaller ellenőrzi.
A légi forgalmat irányítótorony a repülőtér nyugati oldalán a Légi Irányítóközpontban (Centrum Kierowania Ruchem Lotniczym), a főépülettel átellenben található. Ezt a Lengyel Légi Irányítási Ügynökség (Polska Agencja Żeglugi Powietrznej; PAŻP) működteti. Ugyancsak a nyugati oldalon található egy másik torony, amely egy radarnak ad otthont. Ezek mellett a fő épületegyütteshez is tartozik egy irányítótorony.

### Tűzoltóság

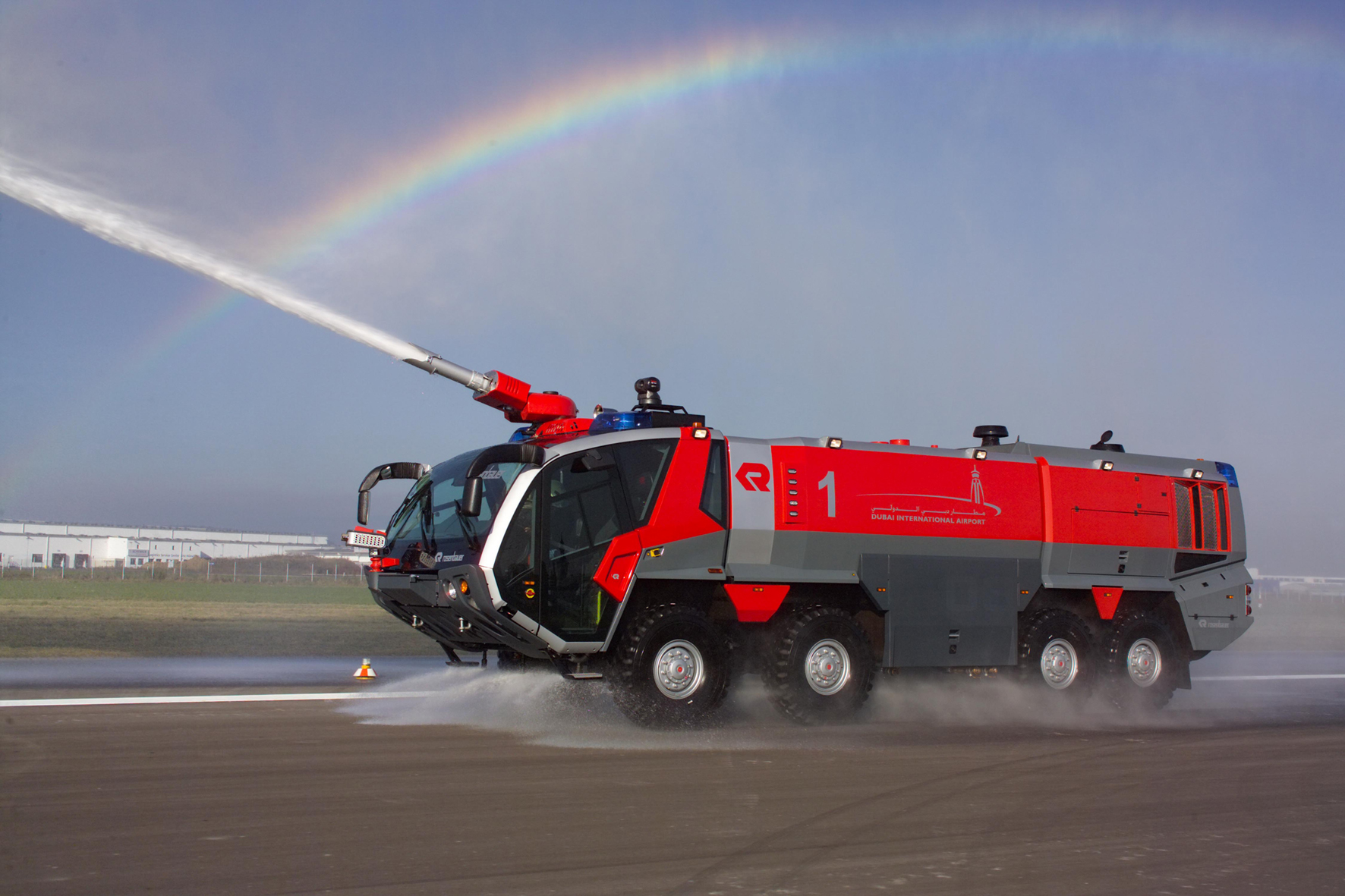
A varsói repülőtéren is alkalmazott Rosenbauer Panther típusú tűzoltóautó Dubajban

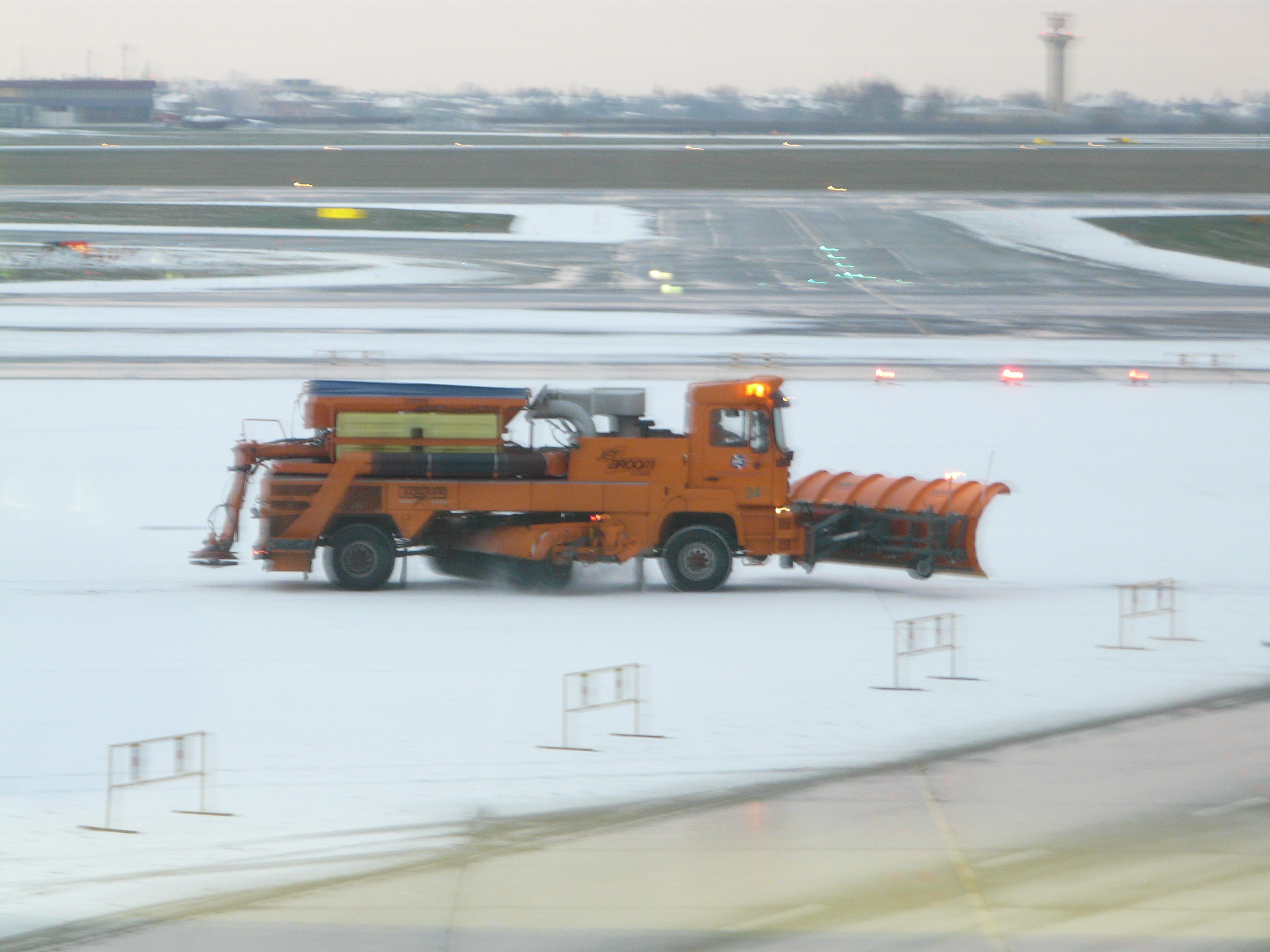
Egy hóekével felszerelt MAN tehergépjármű havat takarít a reptéren (2009)

A reptéri tűzoltóságot 1948. július 20-án hozta létre a Közlekedésügyi Minisztérium tűzbiztonsági főfelügyelője. 1948 és 1959 között az egység a LOT részét képezte, de szorosan együttműködött a Tűzbiztonsági Főfelügyelőséggel.
Miután 1959-ben a repülőtér irányítása az állam kezébe került, a tűzoltóság a reptéri igazgatóság kötelékében működött tovább, majd 1987-ben a frissen megalakult PPL szervezeti egysége lett.
Az 1-es futópályától délnyugatra található a repülőtéri tűzoltóság központja. Az egység fő feladata a reptér területén kialakuló tűzvészek megfékezése, a balesetek utáni mentésekben való részvétel, de ezek mellett a többnyire repülőgépekből származó olajszármazékok semlegesítése és eltávolítása, az üzemanyaggal töltött gépek tűzvédelme, illetve a rossz látási viszonyok esetén alkalmazott irányítási módszerekben való segítség is a hatáskörébe tartozik. Ugyanakkor a reptéri építmények folyamatos ellenőrzésének és a balesetmegelőzésnek is jelentős szerepe van, mely feladatokat szintén a tűzoltók látnak el.
A tűzoltóság gépparkját különféle speciális járművek alkotják, amelyek a reptéri tűzoltásra és katasztrófaelhárításra lettek kifejlesztve. A legfontosabb tűzoltókocsik:
- Rosenbauer Panther 8x8[75][76][77][78][79][80]
- Boughton Barracuda 6x6[74]
- Chinetti Tiger 6x6[74]
- Continental Eagle 6x6[74]

Ezek mellett speciális terepjárók, furgonok, egy nukleáris, biológiai és kémiai anyagokat érzékelő, diagnosztizáló és fertőtlenítő rendszerekkel felszerelt konténer (NBC detection, diagnostics and decontamination systems), egy 100 fő ellátására alkalmas orvosi konténer, illetve egy sérült repülőgépeket elszállító rendszer is a katasztrófaelhárítók rendelkezésére áll.

### Egészségügyi ellátás
Már a megalapítás óta működik egy egészségügyi részleg a repülőtéren, melyet a megnövekedett utasforgalom támasztotta igények miatt a létesítménnyel együtt fokozatosan korszerűsítettek és bővítettek az évek során. Jelenleg két részleg biztosít egészségügyi ellátást: a mentőszolgálati részleg és a közegészségügyi ellenőrző részleg. Mindkét egység korszerű felszereléssel rendelkezik, hogy a reptéren előforduló balesethelyzetek esetén azonnal beavatkozhassanak. A egészségügyi egységek szorosan együttműködnek a Lengyel Egészségügyi Felügyelőséggel, hogy a repülőtéren felbukkanó lehetséges járványokat a lehető leghamarabb beazonosítsák és továbbterjedésüket meggátolják. A tisztiorvosi szolgálat mellett állat-egészségügyi felügyelet is van, ami ugyancsak a járványok megelőzéséért fontos. Az utasok számára elsősegélyt nyújtó hely is rendelkezésre áll.
A mentésben két korszerű, defibrillátorral ellátott Volkswagen Crafter típusú rohamkocsi, egy mentőfurgon, két, a terminálokon belüli betegszállítást biztosító Melex típusú elektromos autó és két, a gyors közlekedést lehetővé tevő segway áll a mentők rendelkezésére. A reptér különböző pontjain 35 darab AED (automata külső defibrillátor) áll készenlétben. Az első ilyen készülékeket 2009-ben helyezték üzembe a repülőtéren.

### Hóeltakarítás
A téli időszakban a folyamatos gépmozgás miatt nagy szükség van a repülőtér 83 fős hóeltakarító flottájára, amely hatékonyan és gyorsan síkosság- és hómentessé tudja tenni a futópályákat és a forgalmi előtereket. 2009-ben a repülőtér működtetője 10 nagyteljesítményű hóeltakarító járművet szerzett be, melynek költségeit részben az EU egyik szállíttási projektje finanszírozta. A több mint 26 millió złoty értékű, Mercedes-Benz Actros kamionokból és az azokhoz kapcsolt Øveraasen RS 400-as kifutósepregetőkből álló korszerű gépparkot a norvég-lengyel Øveraasen AG-Integra konzorcium szállította 2010 és 2011 között. Az új gépeknek köszönhetően felére csökkent a futópályák tisztítási ideje, és egy 4 km hosszú és 45 m széles kifutópályát képesek akár 15 perc alatt megtisztítani. Ezek mellett egy 20 000 liter kapacitású Damman FEA 20036 típusú, speciális keveréket szóró gépet is üzembe helyeztek, amely lehetővé teszi, hogy mindkét kifutót jégmentesítsék a tartályok újratöltése nélkül.
A fagyás elleni küzdelmet segíti az a Lengyelországban egyedülálló rendszer is, amellyel a kifutók jegesedését előre tudják jelezni.

## Környezeti hatások

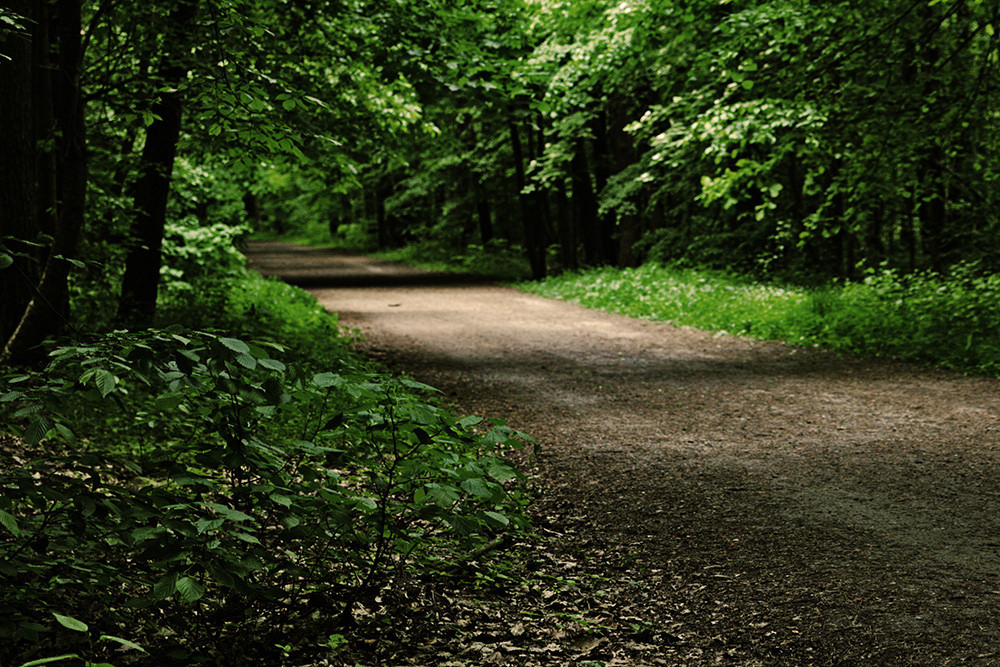
A reptérhez közeli természetvédelmi terület (Kabaty-erdő)

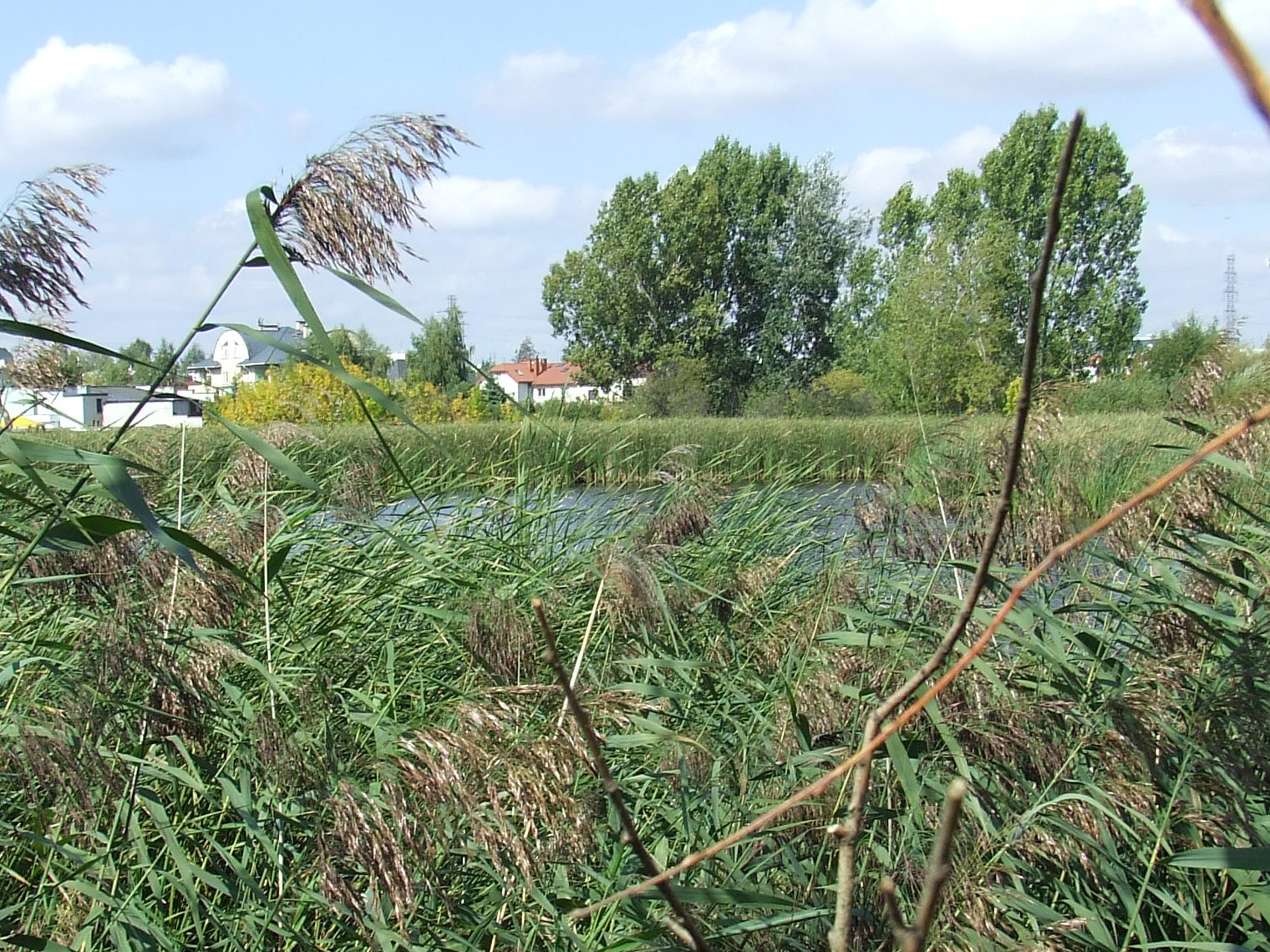
Természetvédelmi terület az Imelini-tó környékén (Jezioro Imielińskie)

Mivel a repülőtér a város határain belül, lakóövezetekhez közel fekszik, a környezetszennyezés kérdése jelentős. Ezek közül a legfontosabbak a zaj- és légszennyezés, amelyeket az üzemeltetők és a hatóságok igyekeznek visszaszorítani, ennek érdekében ISO 14001-es szabvány környezetmenedzsment rendszert alkalmaznak. Külön egység felel az olyan környezeti kérdésekért, mint a zaj mérséklése, a levegő védelme, a vízvédelem, a hulladékgazdálkodás vagy az elektromágneses sugárzás. A repülőtér külön szennyvíztisztító teleppel rendelkezik, amely az áruszállító terminál és a 3-as kifutópálya vége között helyezkedik el.
A repülőtér 2011-ben csatlakozott a repülőterekre vonatkozó szén-dioxid csökkentési rendszerhez (Airport Carbon Accreditation), amelynek első lépese egy szén-dioxid térkép elkészítése volt. 2010-ben a létesítmény 40 488 tonna szén-dioxidot bocsátott ki, 2011-ben ez a szám 40 049 tonnára csökkent. A további csökkentés érdekében a reptér több helyiségében lecserélték a hűtőrendszert, illetve folyamatosan ellenőrzik azok kibocsátásait, hogy ne haladhassák meg a törvényben előírt értékeket. Emellett a környezetbarát fényforrások felszerelése is fontos szerepet kapott.
A zajszennyezés csökkentése érdekében a Mazóviai Sejmik, a regionális törvényhozás 2011 augusztusában létrehozott egy 105,85 km² alapterületű korlátozott felhasználási övezetet. A rendelkezésre álló technikai és szervezeti megoldások mellett erre akkor van szükség, amikor a zajhatást nem lehet a reptér határai közé szorítani. A kijelölt övezet a repülőteret és környezetét foglalja magába, ahol a zajszint túllépése gyakrabban előfordulhat, ezért a reptér működtetését oly módon kell megoldani, hogy a zajhatások ennek az övezetnek a határain belül maradjanak. A fő repülési útvonalak mentén, a létesítménytől különböző távolságra zajmérő rendszereket helyeztek el, melyek adataiból zajtérképek készülnek. Ezek segítségével az illetékesek további intézkedéseket foganatosíthatnak a zajszennyezés kiküszöbölése érdekében. A zajszennyezés csökkentésében fontos szerepe van a menetrend hatékonyabb összehangolásának, az éjszakai járatok korlátozásának és a légitársaságok flottamegújításának is.
A reptéren 2009 első háromnegyed évében 289, úgynevezett zöld landolás volt, ami 14 és 43 t közötti üzemanyag megtakarítást jelentett a repülőgépeknél. A CDO-módszer (angolul: Continuous Descent Operation) mellett, ami a lehető legrövidebb távon, a leggazdaságosabb üzemanyag felhasználással, az optimális süllyedést teszi lehetővé, a szén-dioxid-kibocsátás 44 és 135 t közötti értékre csökkent.
A repülőtér statisztikái szerint 2011-ben 34 957 CDO-módszerrel végzett műveletet hajtottak végre. Ennek eredményeképpen 5244 tonna üzemanyagot spóroltak meg és 15 731 tonnával kevesebb szén-dioxidot bocsátottak ki.
2012-ben lengyel légitársaságok, vezető repülőgép-gyártók, a repülőtér működtetője és a varsói légi közlekedés irányító szolgálata közös projektbe kezdtek, hogy elősegítsék a környezetvédelmet, javítsák az üzemanyag-takarékosságot és csökkentsék a repülőgépek által okozott zajszennyezést. Az így létrejött egyezmény, melyet a PPL, a Lengyel Légi Irányítási Ügynökség (PAŻP), a LOT és az Enter Air légitársaságok, a Varsói Egyetem Matematikai és Számítógépes Modellezés Interdiszciplináris Központja, illetve a Boeing repülőgép-gyártó vállalat írták alá, a jobb légtér- és reptérkihasználásra, új landolási technikák kifejlesztésére, az üzemanyag gazdaságosabb felhasználására és a gépmozgás növekedésével a kisebb zajterhelés elérésre összpontosít.
A Chopin repülőtér kívül esik a Varsó környéki természetvédelmi területek határain, azonban 10 km-es körzetében hat ilyen terület is található, ahonnan vadállatok léphetnek a reptér területére. A madarak elleni védelem érdekében a repülőtér solymászokat és akusztikus madárriasztó-rendszert alkalmaz. 2011-ben 16 olyan incidens volt a létesítmény területén, amelyet madarak berepülése okozott, ezek azonban nem okoztak nagyobb fennakadást a légi közlekedésben.

## Balesetek és incidensek

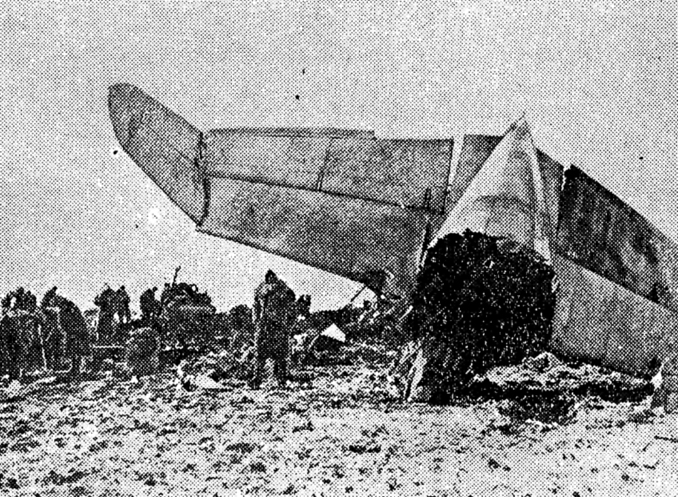
Az 1962-ben lezuhant Vickers Viscount maradványai

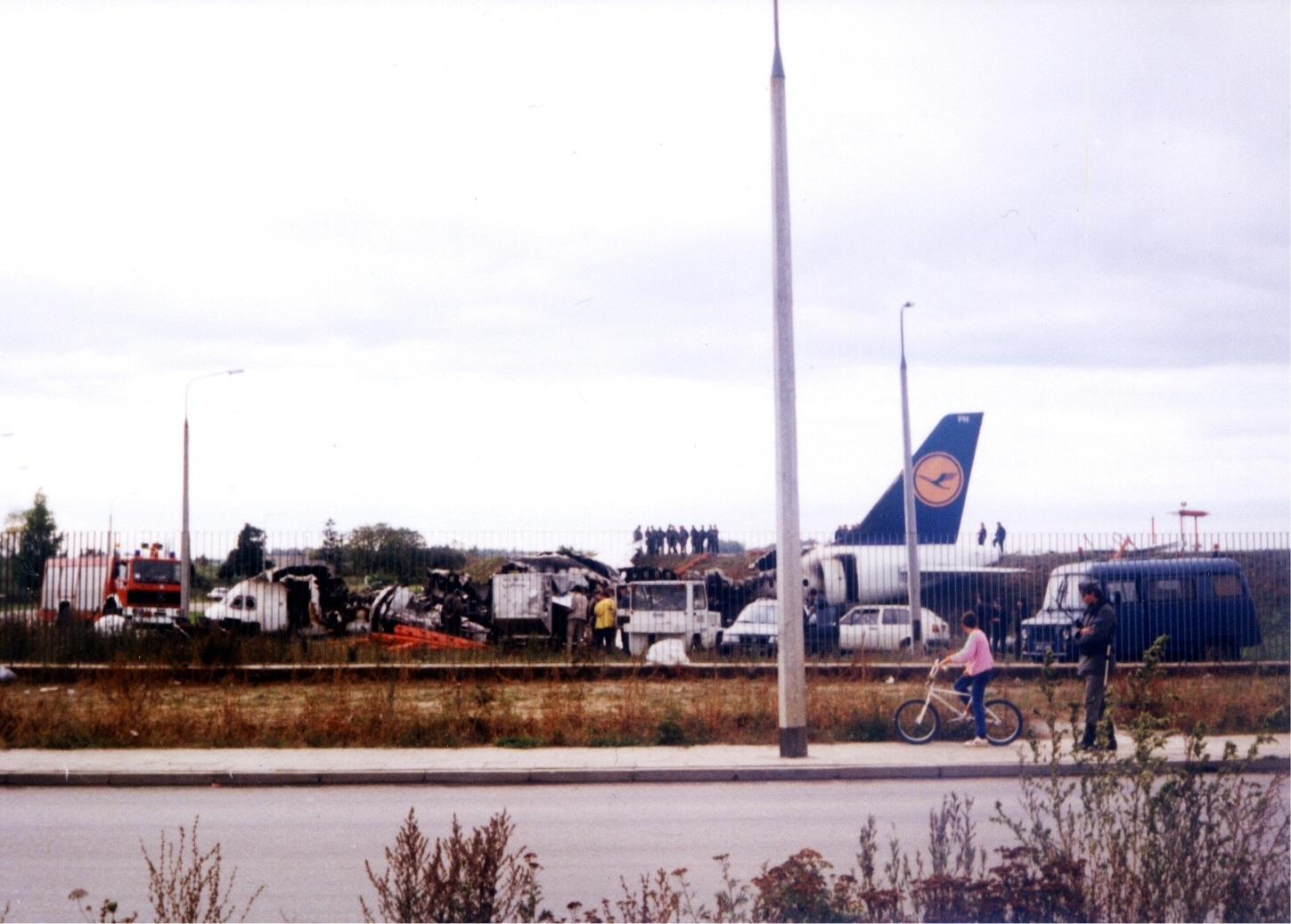
A Lufthansa 2904-es járata a baleset után

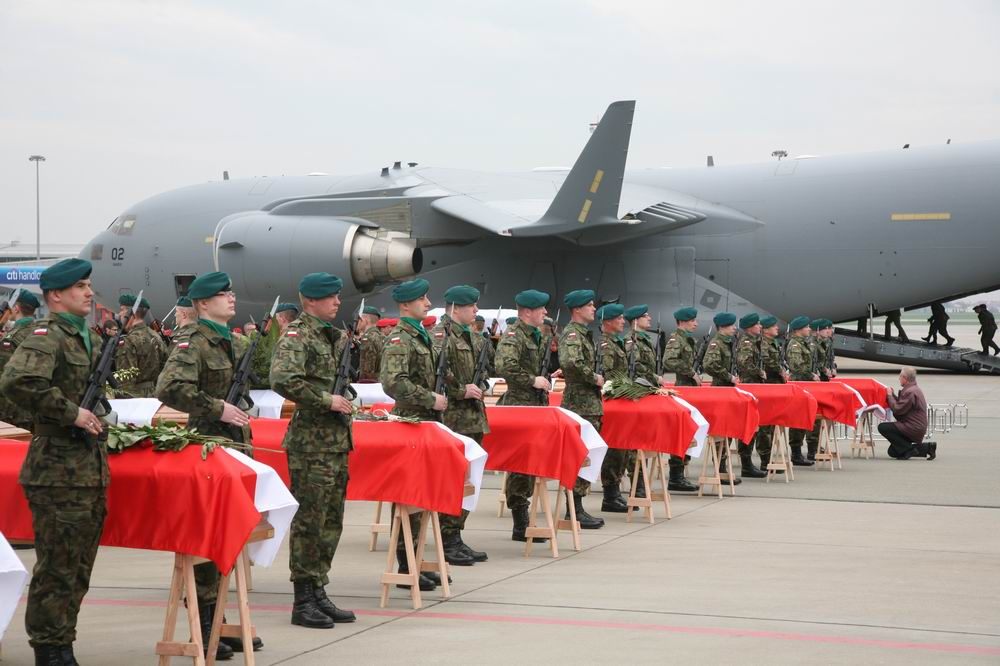
A szmolenszki légikatasztrófa áldozatainak koporsói a varsói reptéren

- 1962. december 19-én a LOT Vickers Viscount 804-es repülőgépe leszálláskor átstartolásra, vagyis a leszállási manőver megszakítására kényszerült. A Berlinből érkező járatnak nem sikerült újra felemelkednie és lezuhant. A fedélzeten tartózkodó 33 személy életét vesztette.[95]
- 1980. március 14-én a LOT New York-ból érkező 007-es járata landolás közben szenvedett balesetet. Az Iljusin Il–62-es repülőgépnek nem sikerült leszállnia, ezért megpróbált átstartolni. A manőver azonban sikertelennek bizonyult, és a repülőgép a reptértől nagyjából 1 kilométerre levő 19. századi varsói erődrendszer egyik árkába csapódott. A fedélzeten tartózkodó 87 személy életét vesztette, köztük az akkori amerikai amatőr ökölvívó-válogatott összes tagja, Anna Jantar pop-énekesnő és Alan P. Merriam kulturális antropológus is.[96]
- 1982. november 27-én a Malév MA121-es Leningrádból hazafelé tartó járata leszállt Varsóban, hogy további utasokat vegyen fel. A ki- és beszállás alatt egy fegyveres lengyel férfi megpróbálta a járatot Berlinbe vagy Bécsbe téríteni. A hosszú órákon át folyó tárgyalásoknak köszönhetően a túszdrámában senki sem sérült meg, és a repülőgép folytathatta útját Budapestre.[97] Az esemény időpontjához közeli években többször történtek hasonló gépeltérítési kísérletek a varsói repülőtéren.[98]
- 1987. május 9-én a LOT 5055-ös járatának Iljusin Il–62M-es gépe New York úti céllal szállt fel, majd a hajtómű meghibásodása miatt visszatért a varsói reptérre. Landolás közben a repülő a kifutópályához közeli Kabaty-erdő területén lezuhant. A fedélzeten tartózkodó 183 személy életét vesztette.[99] A baleset Lengyelország legtöbb halálos áldozattal járó légi-katasztrófájának számít.
- 1991. december 17-én az Alitalia 1212-es járatának Frankfurtból érkező McDonnell–Douglas DC 9–32-es gépe a kifutó mellett landolt, ennek eredményeként az orrfutója letörött. A gépen tartózkodó 96 utas és a személyzet sérülés nélkül vészelte át a balesetet, a repülőgép azonban javíthatatlanul megrongálódott.[100]
- 1993. szeptember 14-én a Lufthansa 2904-es járatának Airbus A320-200-as gépe túlfutott a kifutópályán, és egy töltésnek ütközött. A Frankfurtból érkező gép másodpilótája és egy utas életét vesztette, 68 utas pedig megsebesült.[101]
- 1993. december 31-én a LOT 002-es járata jelentős károkat szenvedett, amikor az orrfutója földet éréskor levált. A Chicagóból érkező gépen senki sem sérült meg.[102]
- 2011. november 1-jén a Newark-i Liberty repülőtérről érkező LOT 016-os járat, egy Boeing 767-300ER, a futómű meghibásodása ellenére biztonságosan landolt a varsói repülőtéren. A pilóták sikeres manőverezésének köszönhetően senki sem sérült meg.[103][104][105][106]

### Kapcsolódó balesetek
- 2010. április 10-én a varsói repülőtérről indult a katyńi vérengzés 70. évfordulójának alkalmából tartott megemlékezésre a Lengyel Légierő Tu–154M típusú különgépe, amely a Szmolenszki katonai repülőtér közelében lezuhant. A gép 96 utasa között volt Lech Kaczyński köztársasági elnök, illetve több politikai és katonai vezető is. A repülőn tartózkodó összes utas életét vesztette. Holttestüket ugyancsak az Okęcie-i repülőtérre hozták vissza, és katonai tiszteletadás mellett fogadták őket.[107]

## Galéria

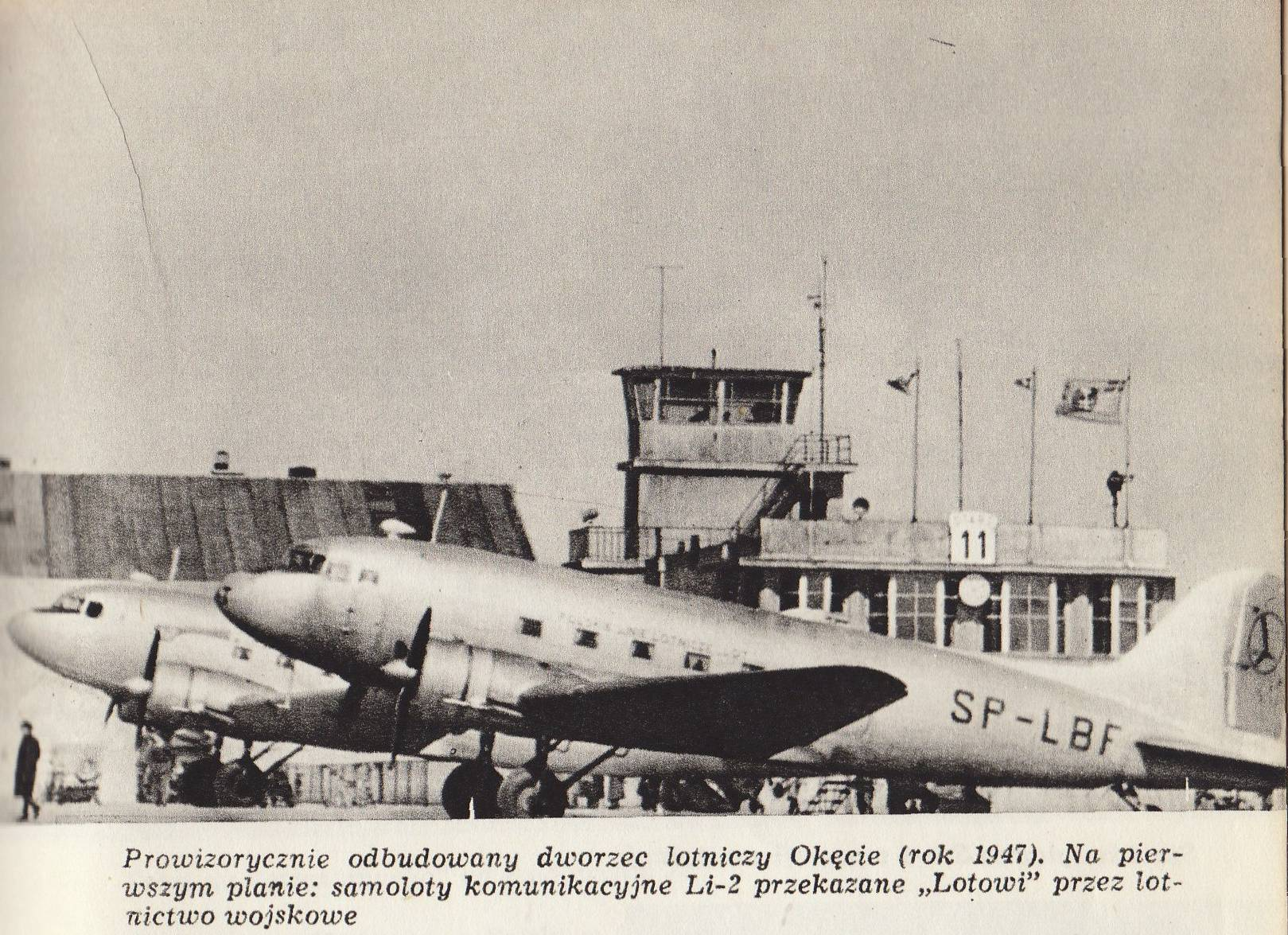
Liszunov Li–2-es a reptéren 1947-ben
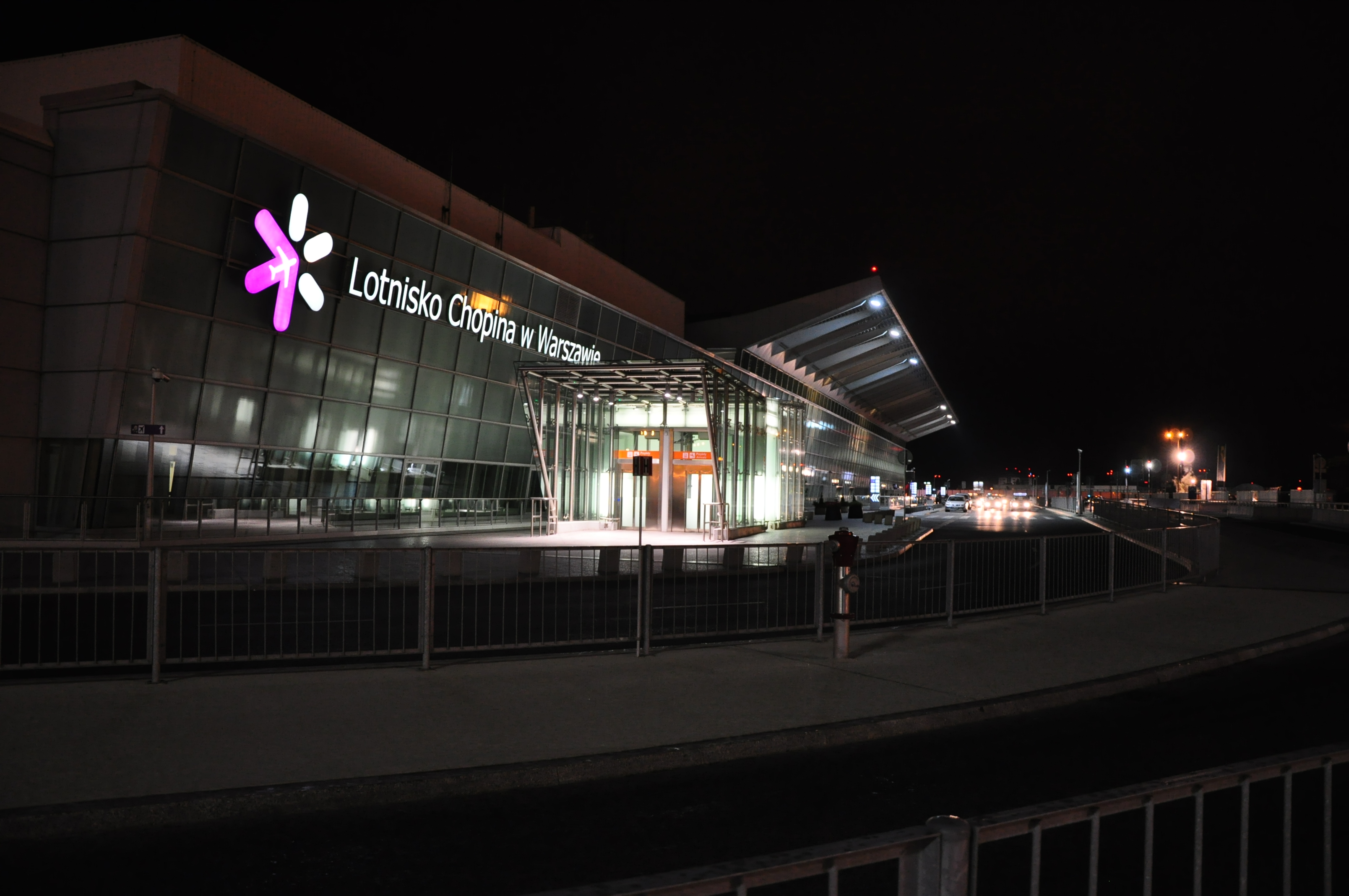
Az A terminál éjjeli megvilágításban
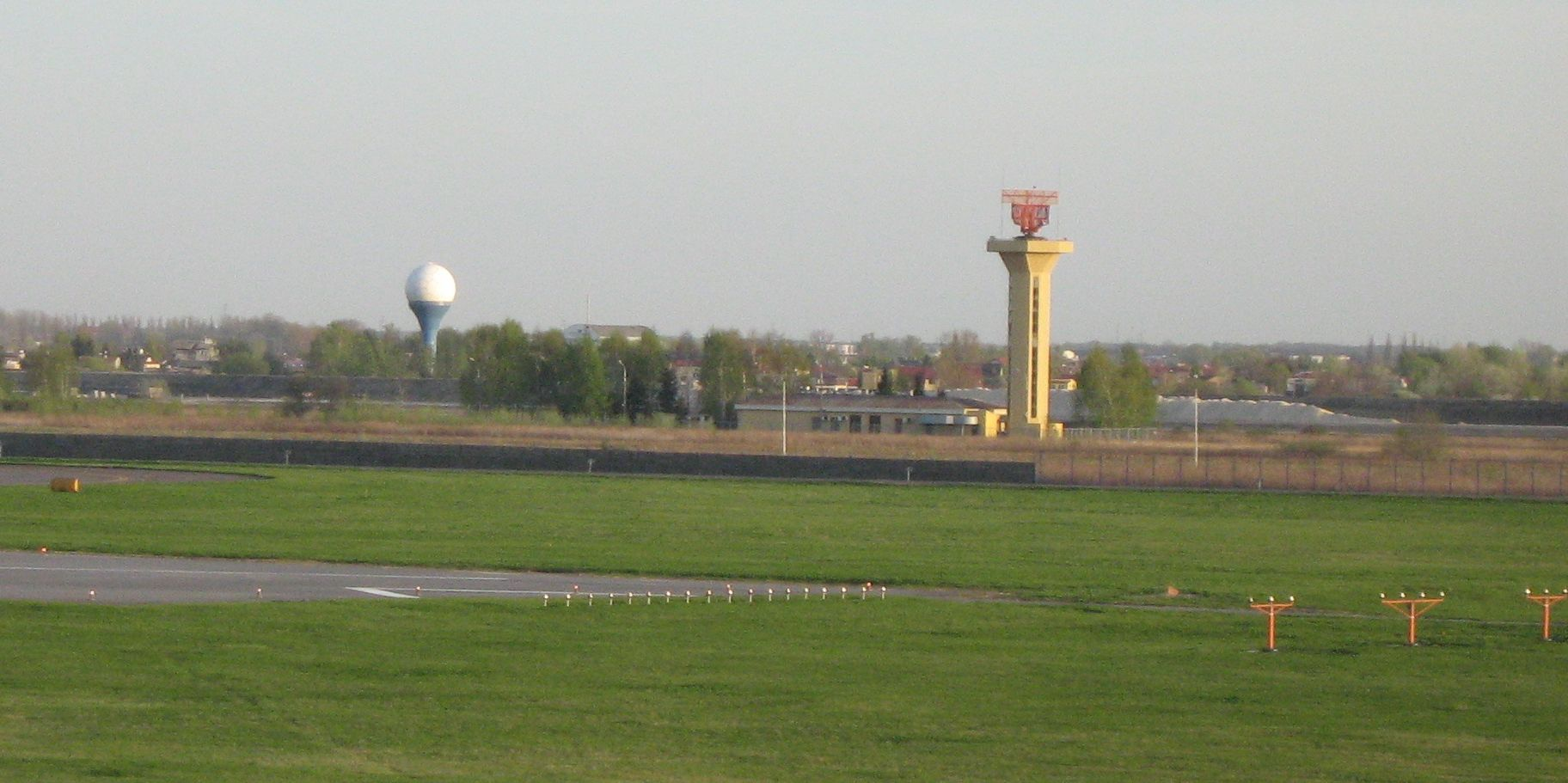
A reptér egyik radartornya
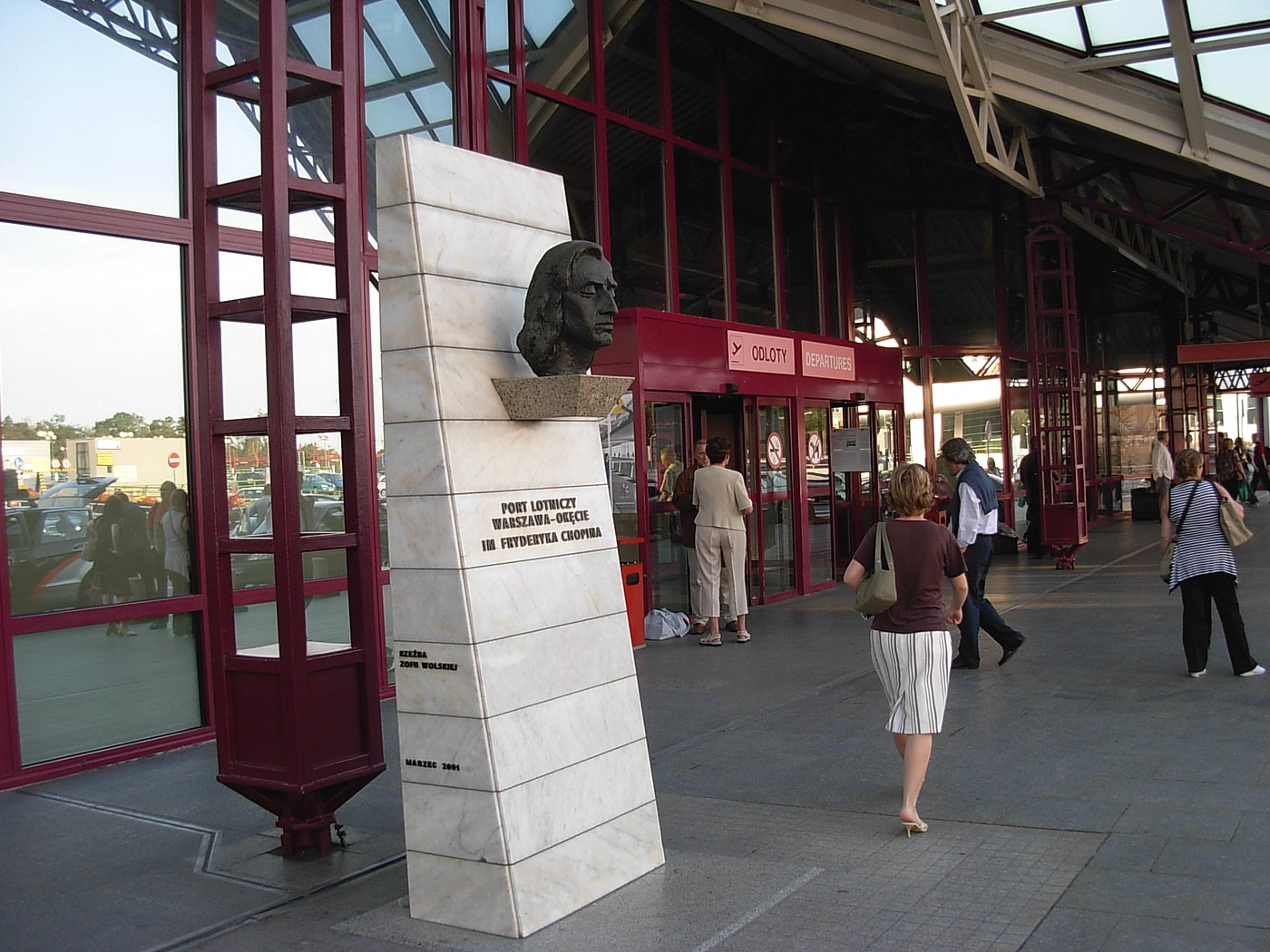
Chopin-szobor a repülőtéren
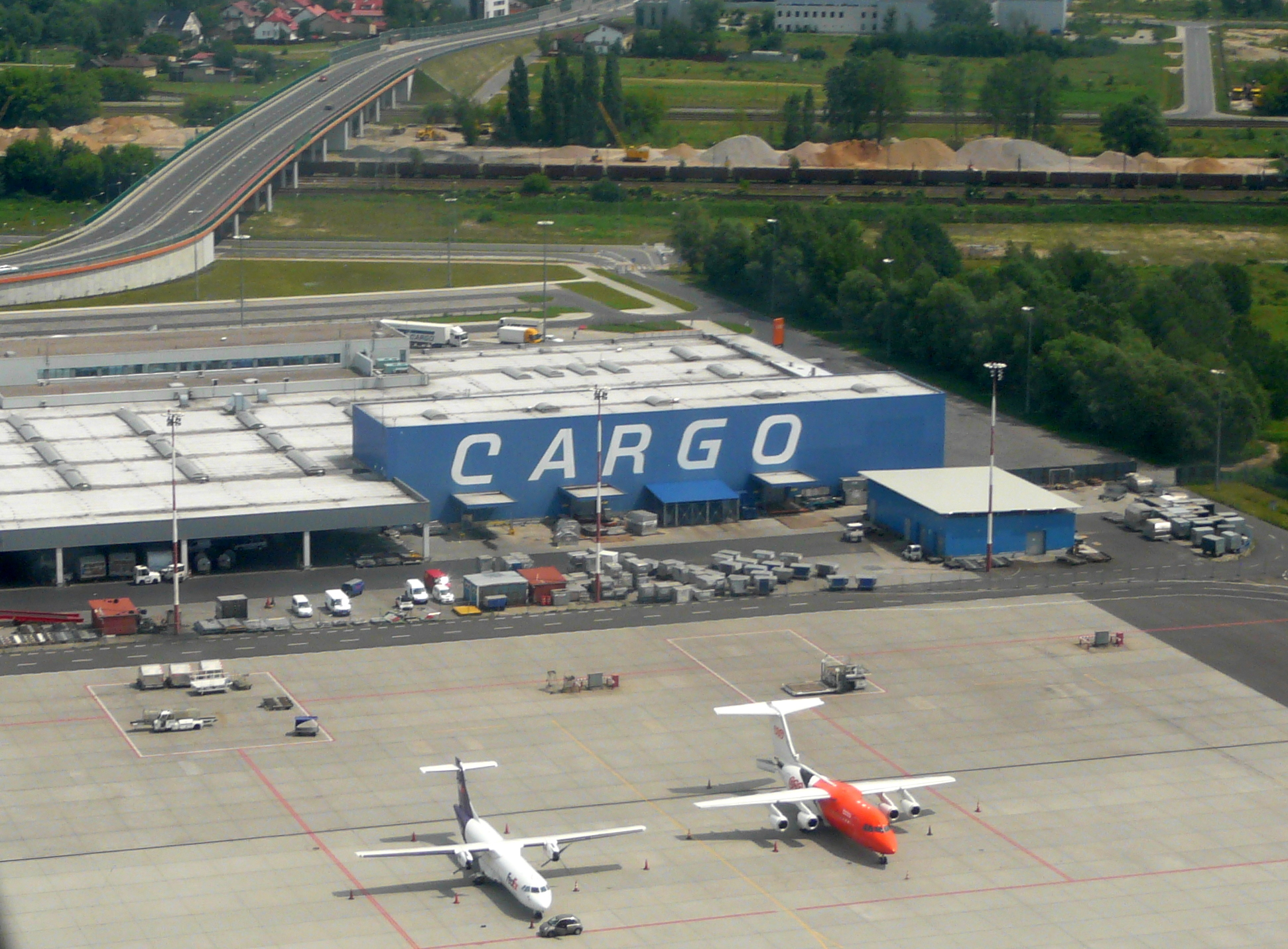
Az áruszállító terminál
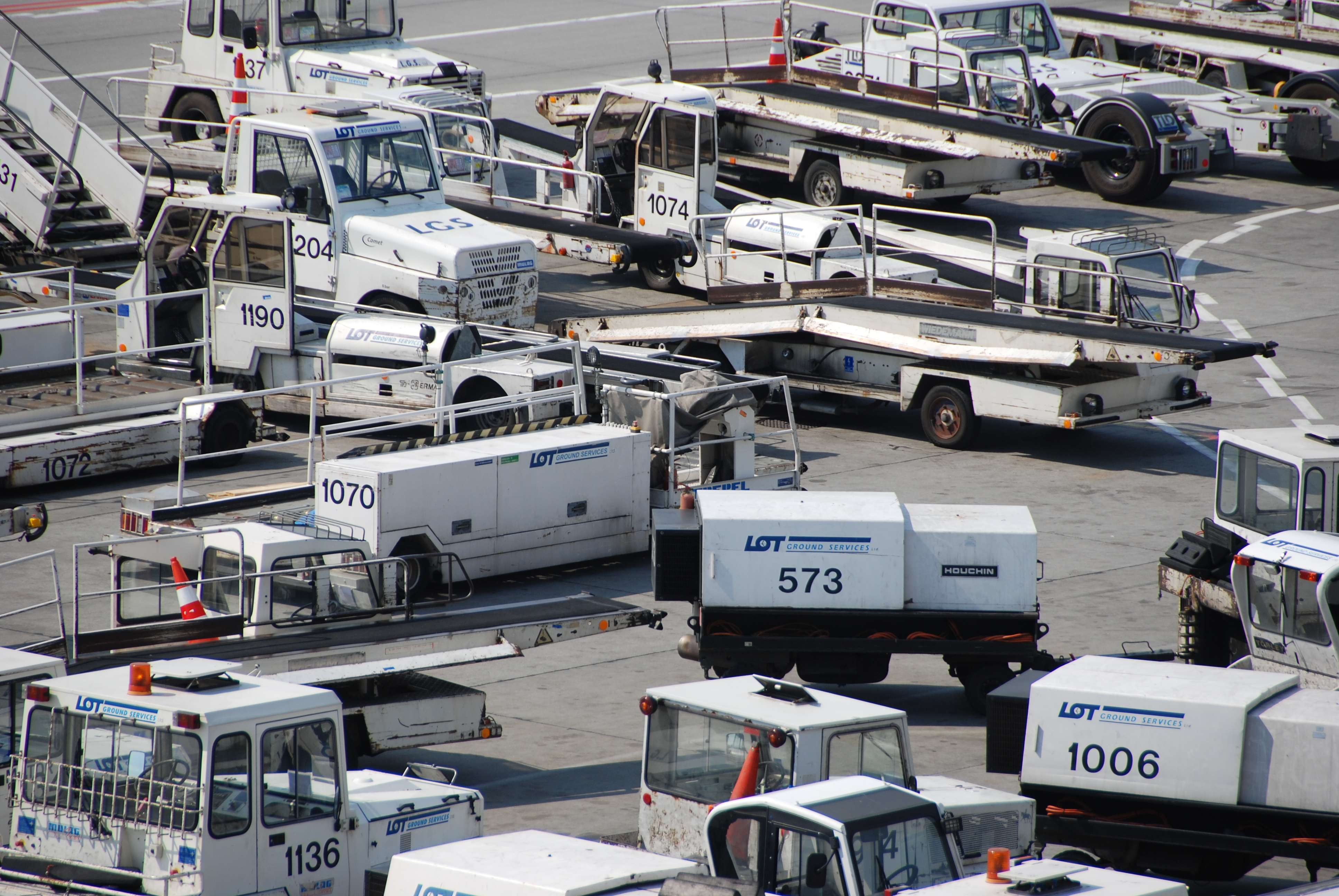
A földi kiszolgáló egységek járművei
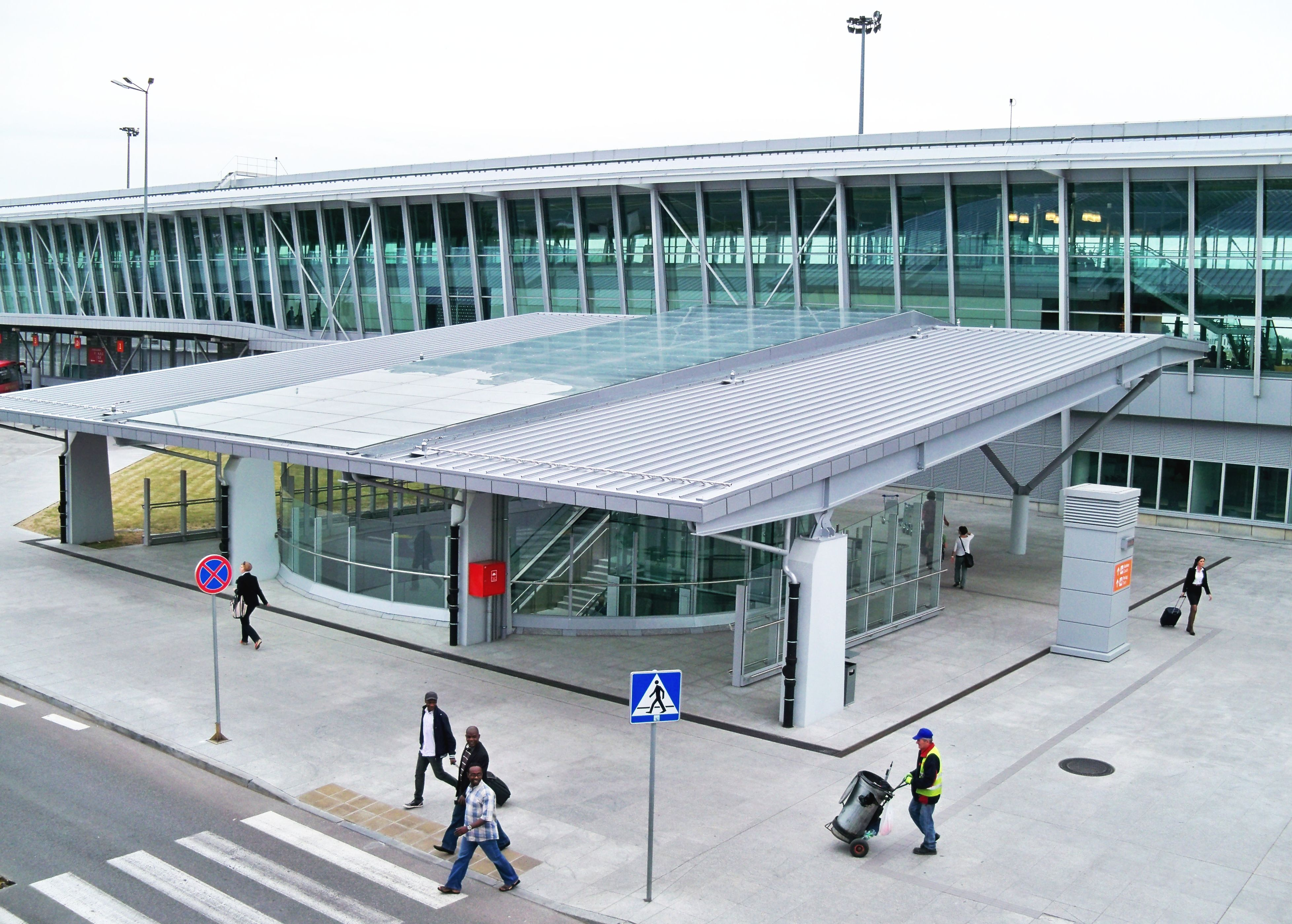
A reptéri pályaudvar bejárata
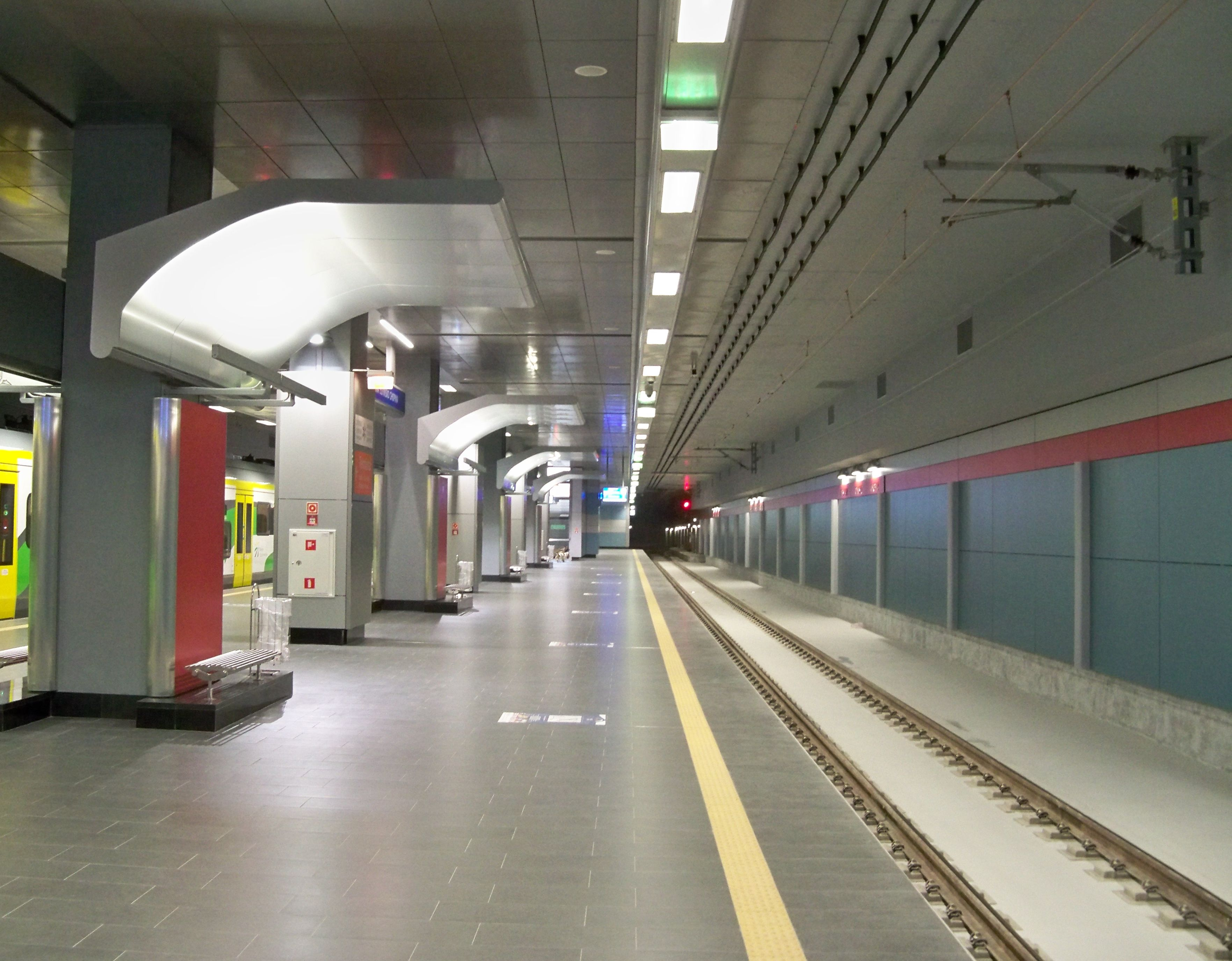
A repülőtéri állomás egyik peronja
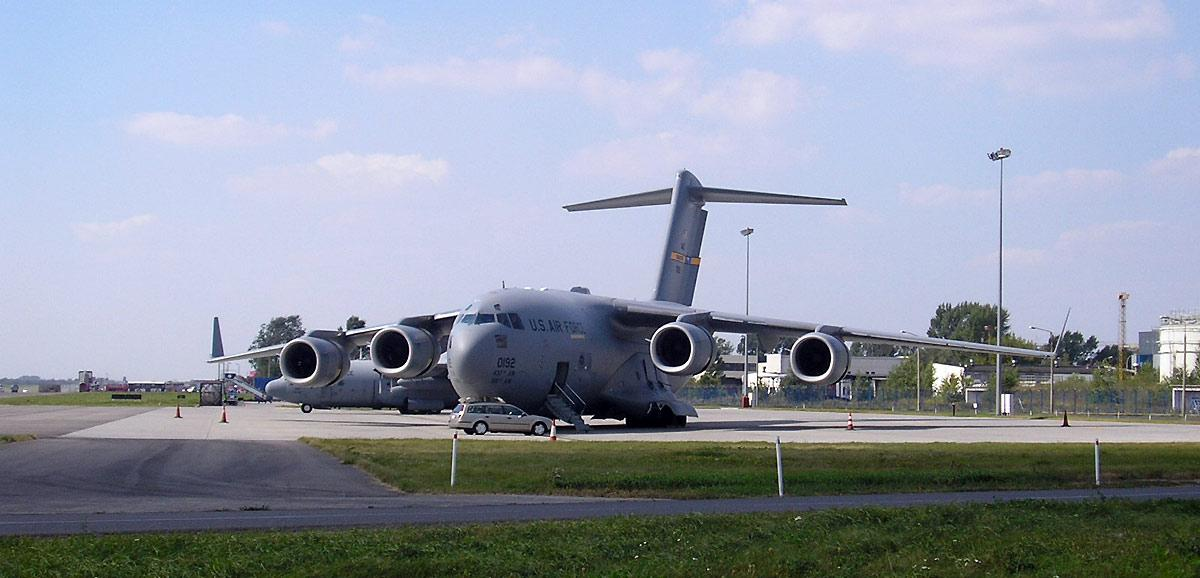
Az Amerikai Légierő egyik repülője Varsóban
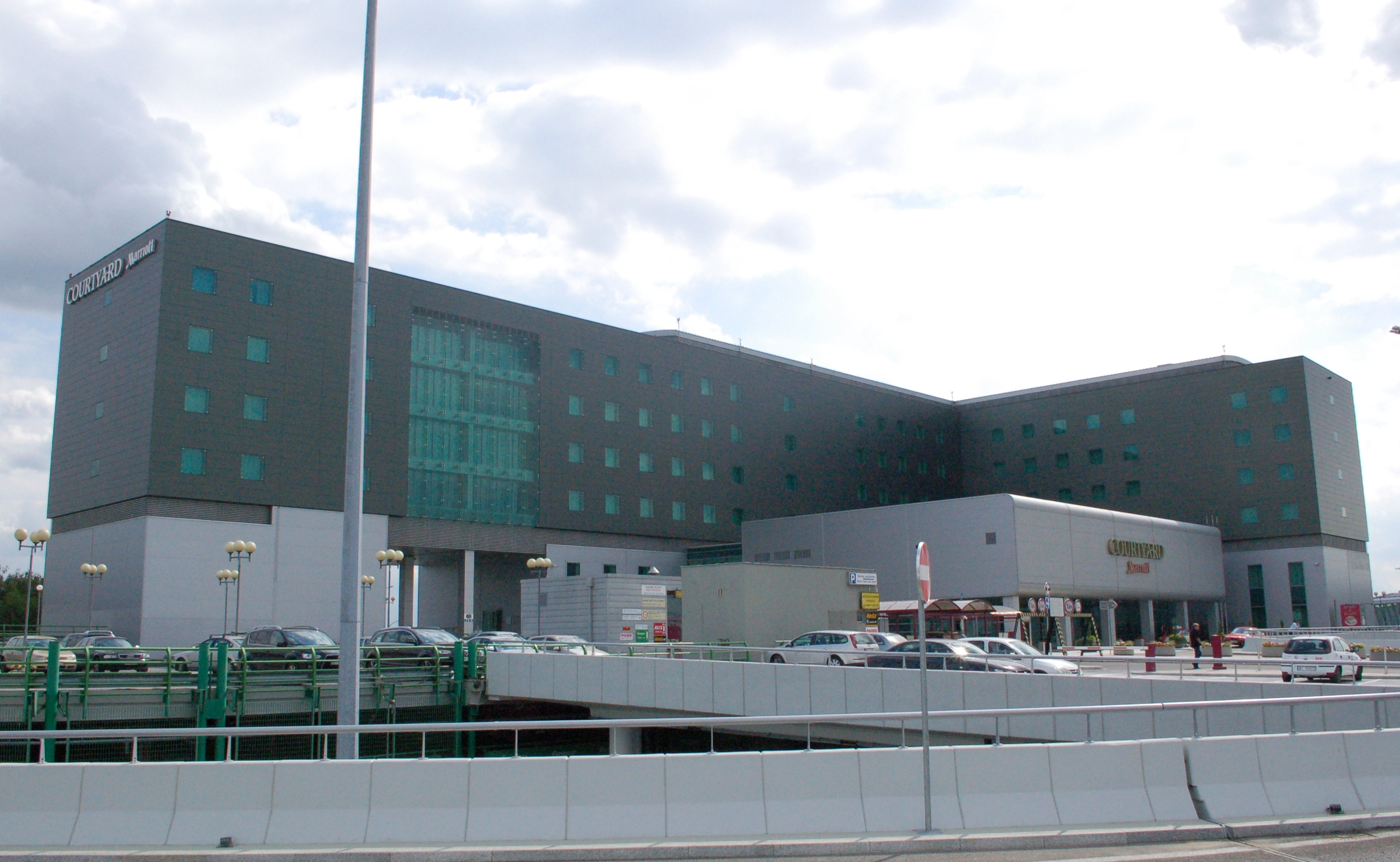
A reptéri Marriott Courtyard szálloda
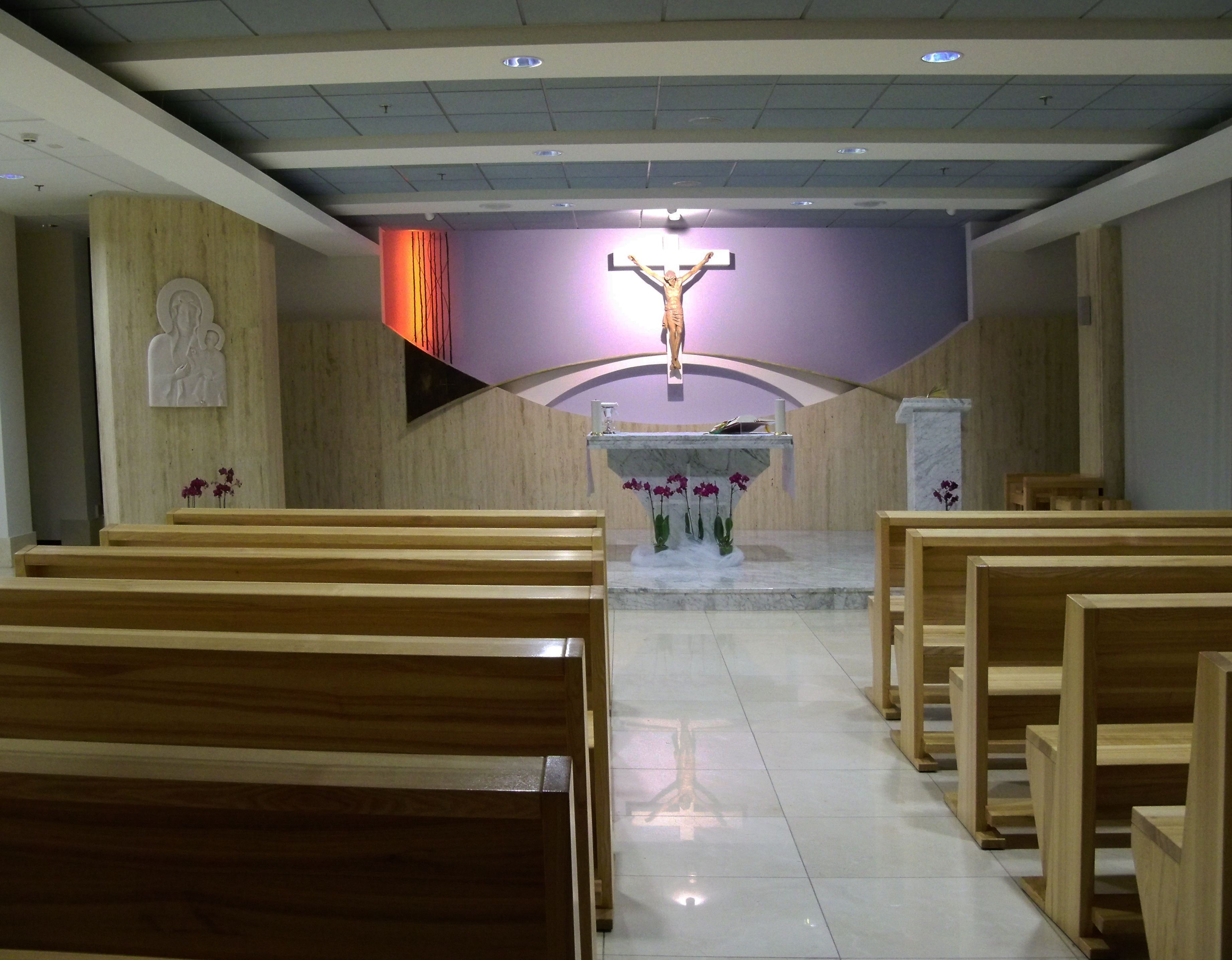
A reptér ökumenikus kápolnája
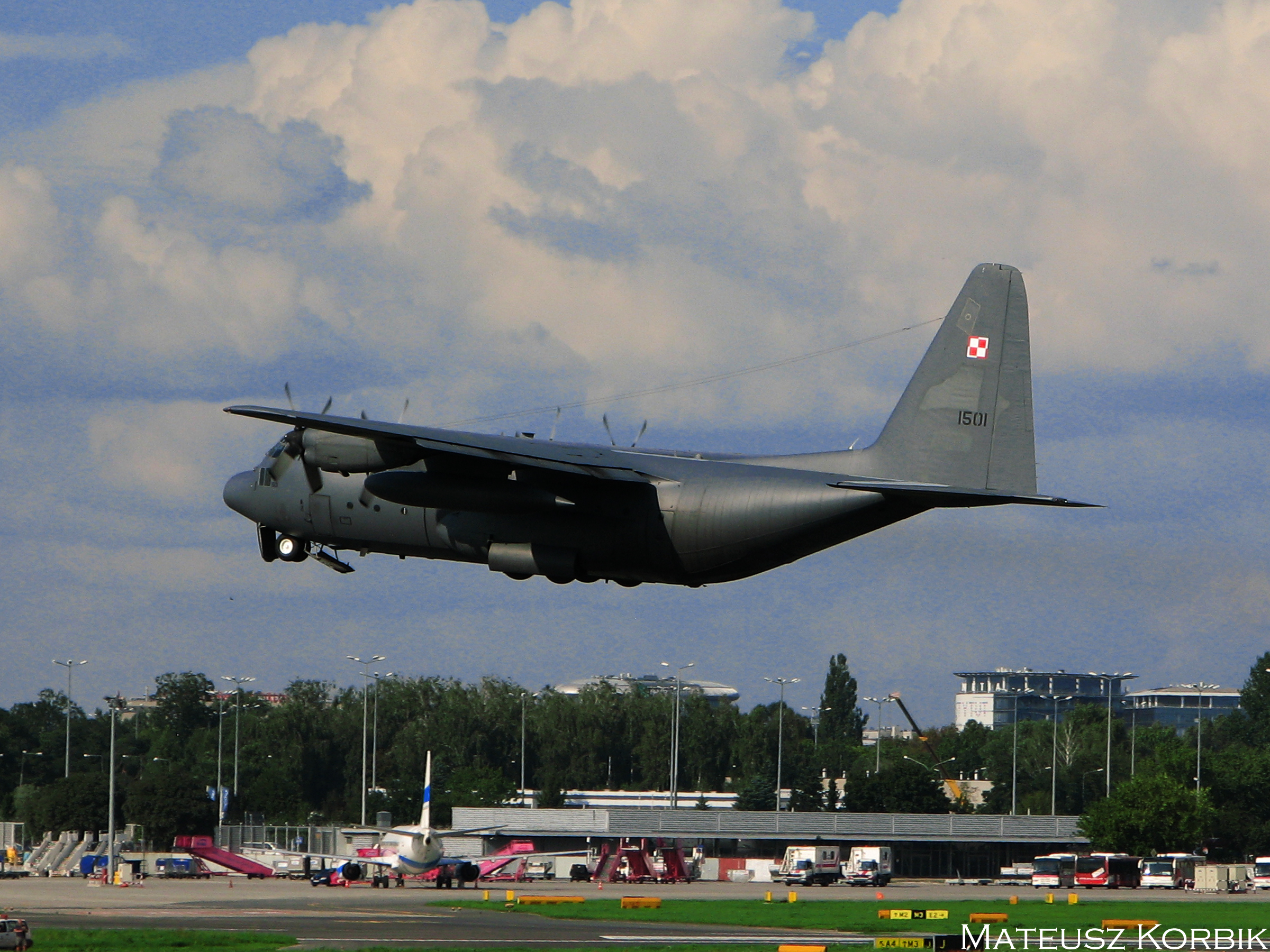
A Lengyel Légierő Lockheed C-130E Hercules típusú gépe
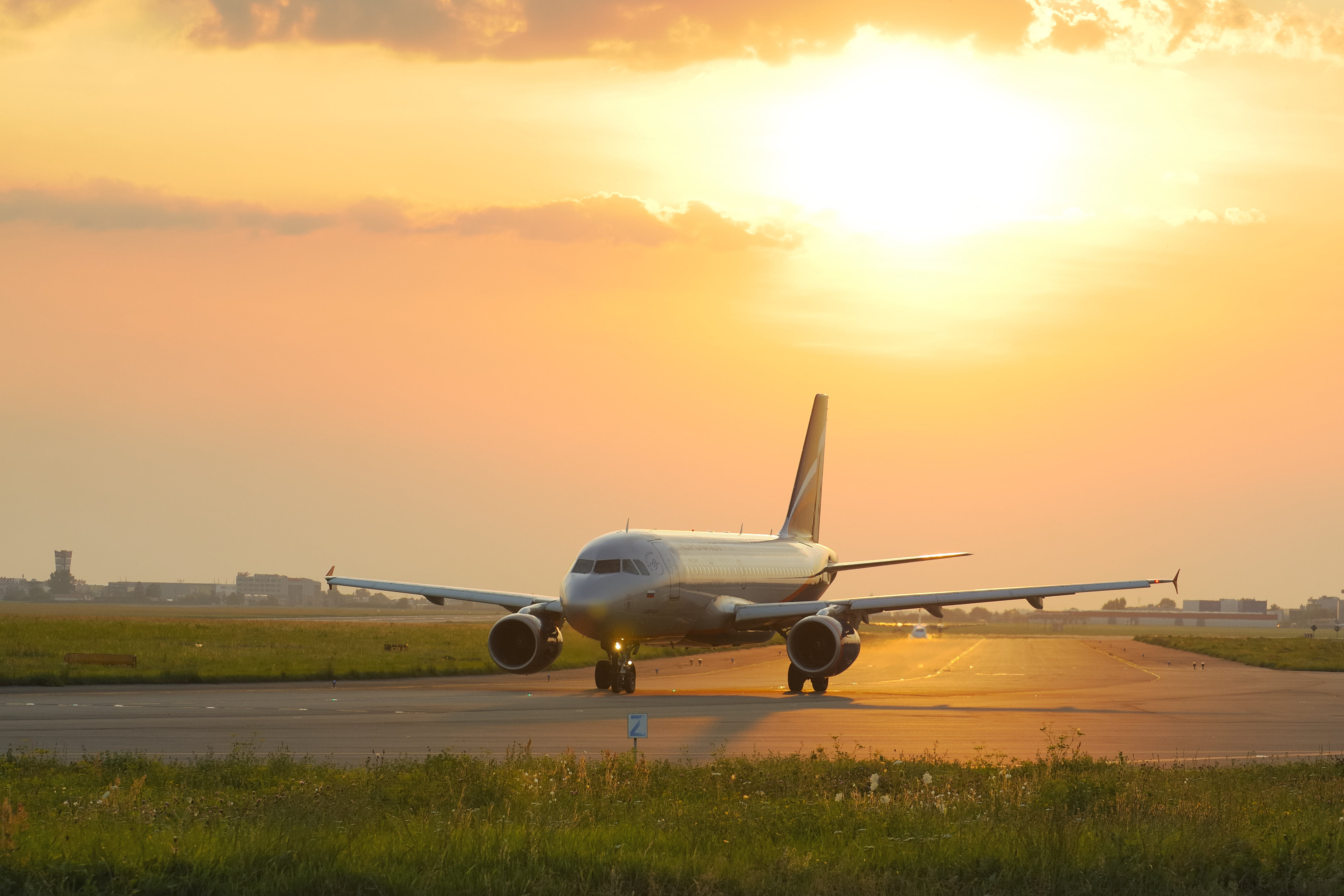
Az Aeroflot Airbus A319-111-es típusú gépe
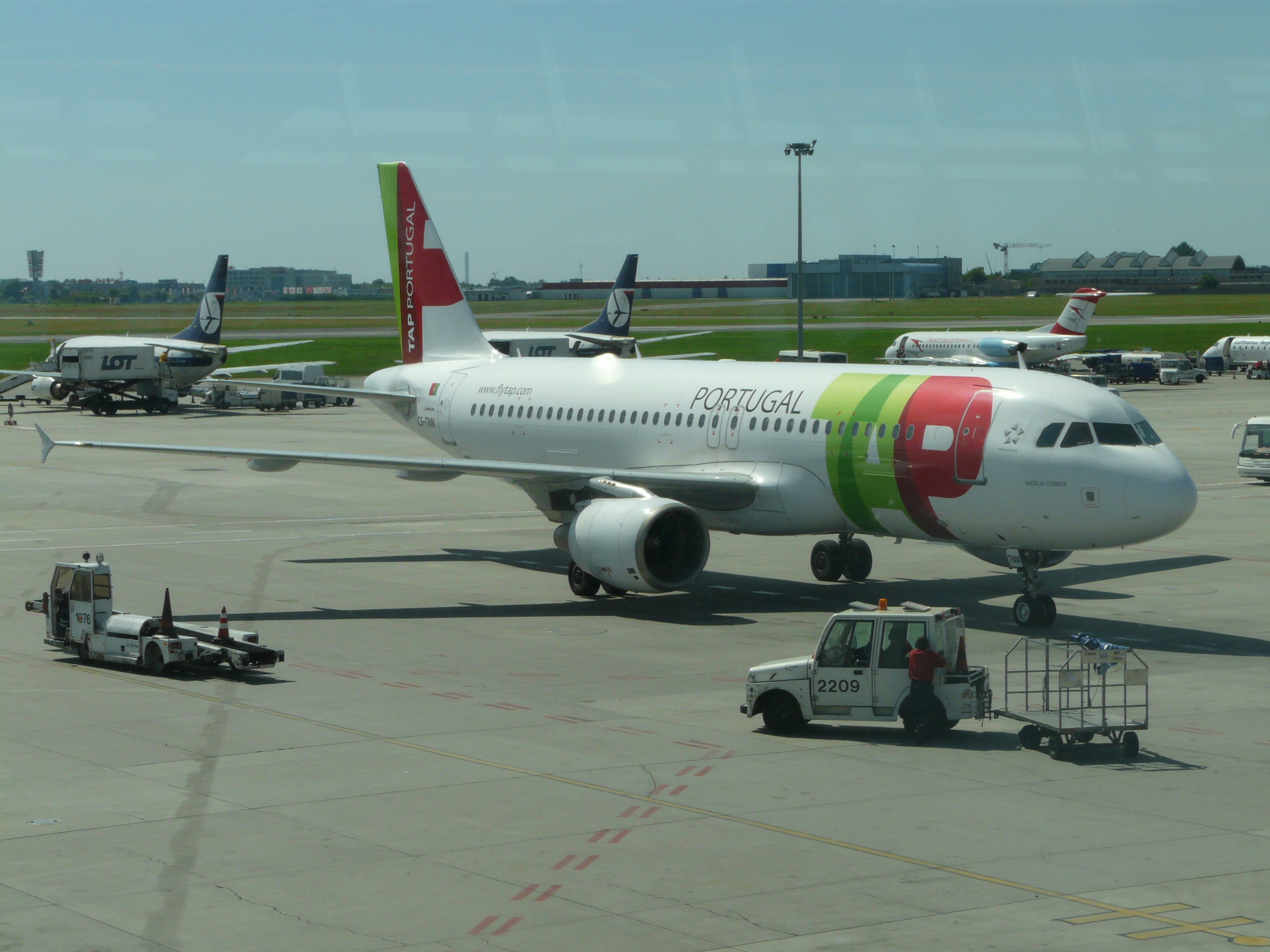
TAP Portugal Airbus A320-200-as gépe
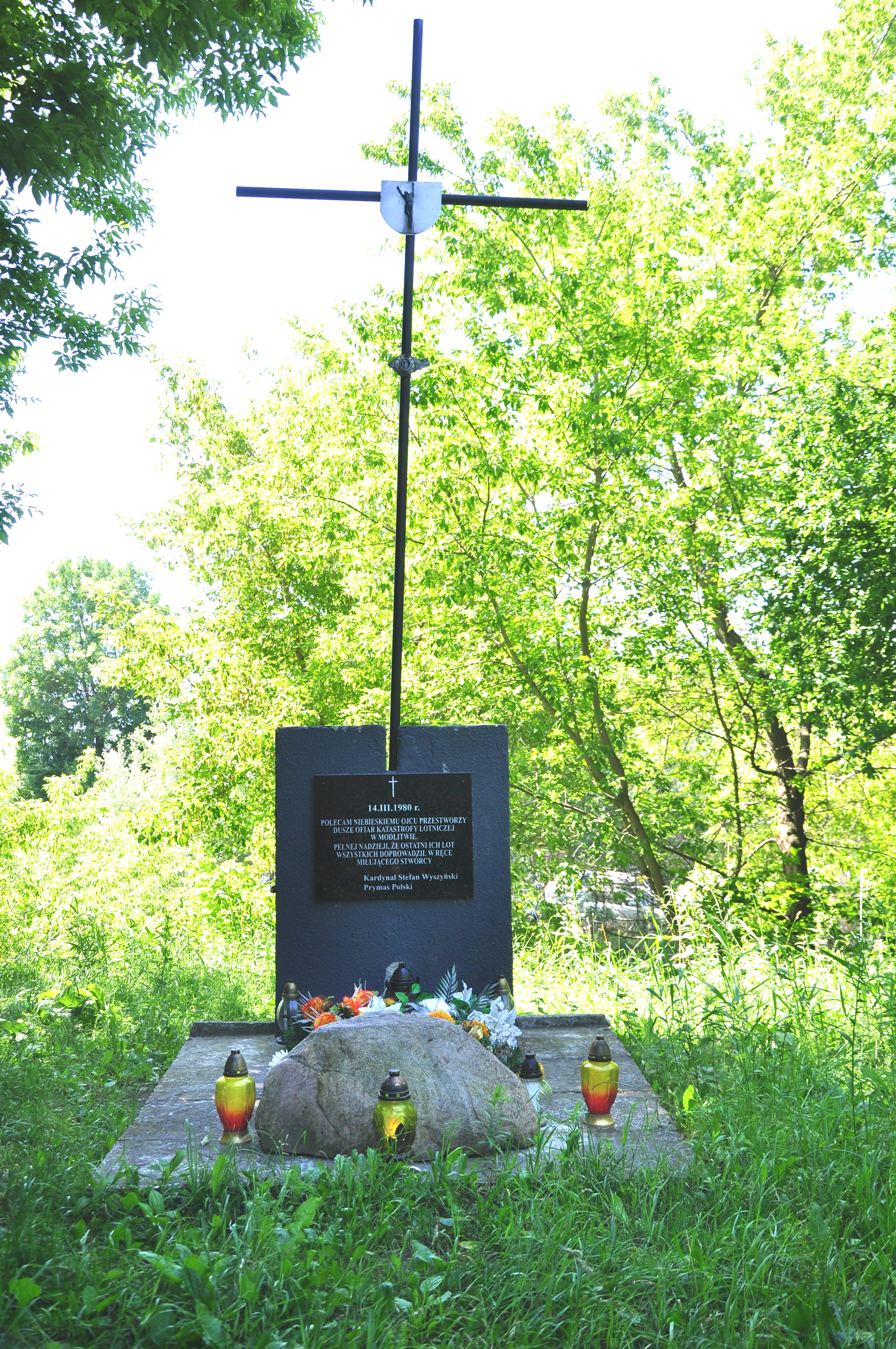
Az 1980. március 14-én lezuhant LOT 007-es járatra emlékező kereszt